# Bunuri mobile din domeniul numismatică clasate în patrimoniul cultural național al României aflate în județul Hunedoara
Acestă listă conține bunurile mobile din domeniul numismatică clasate în Patrimoniul cultural național al României aflate la momentul clasării în județul Hunedoara.

## Tezaur
| Foto | Informații generale | Detalii tehnice | Descriere | Deținător                                  | Legături |
| ---- | ------------------- | --- | --- | ------------------------------------------ | -------- |
|      | Denar republican    | Datare: înainte de 211 a.Chr. Școală: Roma Descoperit: jud. Hunedoara, com. Boșorod, Piatra Roșie, Curtea casei lui Ciolea Gherasin Material: Ag                                                | Descriere avers: Roma cu cască înaripată, în profil dreapta, în spate X Descriere revers: Dioscurii în galop spre dreapta Descriere exergă: ROMA | Muzeul Civilizației Dacice și Romane, Deva | Cimec    |
|      | Denar republican    | Datare: înainte de 211 a.Chr. Școală: Roma Descoperit: jud. Hunedoara, com. Boșorod, Piatra Roșie, Curtea casei lui Ciolea Gherasin Material: Ag                                                | Descriere avers: Roma cu cască înaripată, în profil dreapta, în spate X Descriere revers: Dioscurii în galop spre dreapta Descriere exergă: ROMA | Muzeul Civilizației Dacice și Romane, Deva | Cimec    |
|      | Denar republican    | Datare: înainte de 211 a.Chr. Școală: Roma Descoperit: jud. Hunedoara, com. Boșorod, Piatra Roșie, Curtea casei lui Ciolea Gherasin Material: Ag                                                | Descriere avers: Roma cu cască înaripată, în profil dreapta, în spate X Descriere revers: Dioscurii în galop spre dreapta Descriere exergă: ROMA | Muzeul Civilizației Dacice și Romane, Deva | Cimec    |
|      | Denar republican    | Datare: înainte de 211 a.Chr. Școală: Roma Descoperit: jud. Hunedoara, com. Boșorod, Piatra Roșie, Curtea casei lui Ciolea Gherasin Material: Ag                                                | Descriere avers: Roma cu cască înaripată, în profil dreapta, în spate X Descriere revers: Dioscurii în galop spre dreapta Descriere exergă: ROMA | Muzeul Civilizației Dacice și Romane, Deva | Cimec    |
|      | Denar republican    | Datare: 194-190 a.Chr. Școală: Roma Descoperit: jud. Hunedoara, com. Boșorod, Piatra Roșie, Curtea casei lui Ciolea Gherasin Material: Ag                                                       | Descriere avers: Roma cu cască înaripată, în profil dreapta, în spate X Descriere revers: Luna în bigă galopând spre dreapta, ține în mâna stângă hățurile Descriere exergă: ROMA | Muzeul Civilizației Dacice și Romane, Deva | Cimec    |
|      | Denar republican    | Datare: 179-170 a.Chr. Școală: Roma Descoperit: jud. Hunedoara, com. Boșorod, Piatra Roșie, Curtea casei lui Ciolea Gherasin Material: Ag                                                       | Descriere avers: Roma cu cască înaripată, în profil dreapta, în spate X Descriere revers: Dioscurii în galop spre dreapta Descriere exergă: ROMA | Muzeul Civilizației Dacice și Romane, Deva | Cimec    |
|      | Denar republican    | Datare: 179-170 a.Chr. Școală: Roma Descoperit: jud. Hunedoara, com. Boșorod, Piatra Roșie, Curtea casei lui Ciolea Gherasin Material: Ag                                                       | Descriere avers: Roma cu cască înaripată, în profil dreapta, în spate X Descriere revers: Dioscurii în galop spre dreapta Descriere exergă: ROMA | Muzeul Civilizației Dacice și Romane, Deva | Cimec    |
|      | Denar republican    | Datare: 152 a.Chr. Școală: Roma Descoperit: jud. Hunedoara, com. Boșorod, Piatra Roșie, Curtea casei lui Ciolea Gherasin Material: Ag                                                           | Descriere avers: Roma cu cască înaripată, în profil dreapta, în spate X Descriere revers: Victoria înaripată în bigă, galopând dreapta, ține cu stânga hățurile și cu dreapta o cunună Descriere exergă: ROMA Legendă revers: L. SAVF (în ligatură) | Muzeul Civilizației Dacice și Romane, Deva | Cimec    |
|      | Denar republican    | Datare: 152 a.Chr. Școală: Roma Descoperit: jud. Hunedoara, com. Boșorod, Piatra Roșie, Curtea casei lui Ciolea Gherasin Material: Ag                                                           | Descriere avers: Roma cu cască înaripată, în profil dreapta, în spate X Descriere revers: Victoria înaripată în bigă, galopând dreapta, ține cu stânga hățurile și cu dreapta o cunună Descriere exergă: ROMA Legendă revers: L. SAVF (în ligatură) | Muzeul Civilizației Dacice și Romane, Deva | Cimec    |
|      | Denar republican    | Datare: 149 a.Chr. Școală: Roma Descoperit: jud. Hunedoara, com. Boșorod, Piatra Roșie, Curtea casei lui Ciolea Gherasin Material: Ag                                                           | Descriere avers: Roma cu cască înaripată, în profil dreapta, în spate X Descriere revers: Dioscurii în galop spre dreapta Descriere exergă: ROMA Legendă revers: C. IVNI. C. F. | Muzeul Civilizației Dacice și Romane, Deva | Cimec    |
|      | Denar republican    | Datare: 148 a.Chr. Școală: Roma Descoperit: jud. Hunedoara, com. Boșorod, Piatra Roșie, Curtea casei lui Ciolea Gherasin Material: Ag                                                           | Descriere avers: Roma cu cască înaripată, în profil dreapta, X (în față) Descriere revers: Dioscurii în galop spre dreapta Descriere exergă: ROMA Legendă revers: Q. MARC.(jos) | Muzeul Civilizației Dacice și Romane, Deva | Cimec    |
|      | Denar republican    | Datare: 147 a.Chr. Școală: Roma Descoperit: jud. Hunedoara, com. Boșorod, Piatra Roșie, Curtea casei lui Ciolea Gherasin Material: Ag                                                           | Descriere avers: Roma cu cască înaripată, în profil dreapta, în față sub bărbie X, în spate cornucapie Descriere revers: Dioscurii în galop spre dreapta Descriere exergă: ROMA Legendă revers: L.CVP. (în ligatură) | Muzeul Civilizației Dacice și Romane, Deva | Cimec    |
|      | Denar republican    | Datare: 140 a.Chr. Școală: Roma Descoperit: jud. Hunedoara, com. Boșorod, Piatra Roșie, Curtea casei lui Ciolea Gherasin Material: Ag                                                           | Descriere avers: Roma cu cască înaripată, în profil dreapta, în spate X Descriere revers: Victoria în bigă galopând spre dreapta ține frâiele cu mâna stângă și biciul cu dreapta Descriere exergă: ROMA Legendă revers: FLAC.(deasupra) / C. VAL. C. F. (în ligatură) (dedesubt) | Muzeul Civilizației Dacice și Romane, Deva | Cimec    |
|      | Denar republican    | Datare: 140 a.Chr. Școală: Roma Descoperit: jud. Hunedoara, com. Boșorod, Piatra Roșie, Curtea casei lui Ciolea Gherasin Material: Ag                                                           | Descriere avers: Roma cu cască înaripată, în profil dreapta, în spate X Descriere revers: Victoria în bigă galopând spre dreapta ține frâiele cu mâna stângă și biciul cu dreapta Descriere exergă: ROMA Legendă revers: FLAC.(deasupra) / C. VAL. C. F. (în ligatură) (dedesubt) | Muzeul Civilizației Dacice și Romane, Deva | Cimec    |
|      | Denar republican    | Datare: 139 a.Chr. Școală: Roma Descoperit: jud. Hunedoara, com. Boșorod, Piatra Roșie, Curtea casei lui Ciolea Gherasin Material: Ag                                                           | Descriere avers: Roma cu cască înaripată, în profil dreapta, în spate X Descriere revers: Luna în bigă galopând spre dreapta ține frâiele cu mâna stângă și cu dreapta o țepușă Descriere exergă: ROMA Legendă revers: A.SPVRI. (dedesubt) | Muzeul Civilizației Dacice și Romane, Deva | Cimec    |
|      | Denar republican    | Datare: 138 a.Chr. Școală: Roma Descoperit: jud. Hunedoara, com. Boșorod, Piatra Roșie, Curtea casei lui Ciolea Gherasin Material: Ag                                                           | Descriere avers: Roma cu cască înaripată, în profil dreapta, în spate X Descriere revers: Juno diademată, în biga cu cerbi, galopând spre dreapta, ține sceptrul și frâiele în mâna stângă și biciul în dreapta Descriere exergă: ROMA Legendă revers: C. REN. (dedesubt) | Muzeul Civilizației Dacice și Romane, Deva | Cimec    |
|      | Denar republican    | Datare: 138 a.Chr. Școală: Roma Descoperit: jud. Hunedoara, com. Boșorod, Piatra Roșie, Curtea casei lui Ciolea Gherasin Material: Ag                                                           | Descriere avers: Bustul lui Marte drapat și purtând coiful cu crista; în spate X Descriere revers: Doi luptători față în față, unul cu barbă și fără armură, altul fără barbă și cu armură, ținând fiecare în mâna stângă lancea și în dreapta spada cu care ating persoana îngenuncheată între ei Legendă revers: ROMA (deasupra) | Muzeul Civilizației Dacice și Romane, Deva | Cimec    |
|      | Denar republican    | Datare: 136 a.Chr. Școală: Roma Descoperit: jud. Hunedoara, com. Boșorod, Piatra Roșie, Curtea casei lui Ciolea Gherasin Material: Ag                                                           | Descriere avers: Roma cu cască înaripată, în profil dreapta, sub bărbie X Descriere revers: Dioscurii în galop spre dreapta Descriere exergă: ROMA Legendă revers: CN. LVCR. (dedesubt) | Muzeul Civilizației Dacice și Romane, Deva | Cimec    |
|      | Denar republican    | Datare: 136 a.Chr. Școală: Roma Descoperit: jud. Hunedoara, com. Boșorod, Piatra Roșie, Curtea casei lui Ciolea Gherasin Material: Ag                                                           | Descriere avers: Roma cu cască înaripată spre în profil dreapta, în față X Descriere revers: Jupiter în quadrigă, galopând spre drepta, ține sceptrul și frâiele cu mâna stângă și aruncă fulgerul cu drepta Descriere exergă: ROMA Legendă revers: L. ANTES (în ligatură) sceptru și frâu | Muzeul Civilizației Dacice și Romane, Deva | Cimec    |
|      | Denar republican    | Datare: 136 a.Chr. Școală: Roma Descoperit: jud. Hunedoara, com. Boșorod, Piatra Roșie, Curtea casei lui Ciolea Gherasin Material: Ag                                                           | Descriere avers: Roma cu cască înaripată spre în profil dreapta, în față X Descriere revers: Jupiter în quadrigă, galopând spre drepta, ține sceptrul și frâiele cu mâna stângă și aruncă fulgerul cu drepta Descriere exergă: ROMA Legendă revers: L. ANTES (în ligatură) sceptru și frâu | Muzeul Civilizației Dacice și Romane, Deva | Cimec    |
|      | Denar republican    | Datare: 136 a.Chr. Școală: Roma Descoperit: jud. Hunedoara, com. Boșorod, Piatra Roșie, Curtea casei lui Ciolea Gherasin Material: Ag                                                           | Descriere avers: Roma cu cască înaripată spre în profil dreapta, în față X Descriere revers: Jupiter în quadrigă, galopând spre drepta, ține sceptrul și frâiele cu mâna stângă și aruncă fulgerul cu drepta Descriere exergă: ROMA Legendă revers: L. ANTES (în ligatură) sceptru și frâu | Muzeul Civilizației Dacice și Romane, Deva | Cimec    |
|      | Denar republican    | Datare: 135 a.Chr. Școală: Roma Descoperit: jud. Hunedoara, com. Boșorod, Piatra Roșie, Curtea casei lui Ciolea Gherasin Material: Ag                                                           | Descriere avers: Roma cu cască înaripată spre în profil dreapta, în față X Descriere revers: Juno diademată și încoronată de o Victorie din spate, în quadrigă, ține sceptrul în mâna stângă și frâiele în dreapta Descriere exergă: ROMA Legendă revers: C. CVR. (în ligatură) F. | Muzeul Civilizației Dacice și Romane, Deva | Cimec    |
|      | Denar republican    | Datare: 135 a.Chr. Școală: Roma Descoperit: jud. Hunedoara, com. Boșorod, Piatra Roșie, Curtea casei lui Ciolea Gherasin Material: Ag                                                           | Descriere avers: Roma cu cască înaripată, spre dreapta, cu cârlionț pe umărul stâng. În spate X Descriere revers: Jupiter în quadrigă, galopând spre dreapta, ține sceptrul și frâiele în mâna stângă și aruncă fulgerul cu mâna dreaptă Descriere exergă: ROMA Legendă revers: L. TREBANI (în ligatură) - dedesubt | Muzeul Civilizației Dacice și Romane, Deva | Cimec    |
|      | Serrati             | Datare: 134 a.Chr. Școală: Roma Descoperit: jud. Hunedoara, com. Boșorod, Piatra Roșie, Curtea casei lui Ciolea Gherasin Material: Ag                                                           | Descriere avers: Roma cu cască înaripată, spre dreapta, în spate modius, în față pasăre Descriere revers: Victoria în bigă galopând spre dreapta ține hățurile cu mâna stângă și cu dreapta biciul cu stânga o cunună și cu dreapta hățurile Descriere exergă: ROMA divizată de două spice Legendă revers: M. MARC (în ligatură) - dedesubt | Muzeul Civilizației Dacice și Romane, Deva | Cimec    |
|      | Denar republican    | Datare: 133 a.Chr. Școală: Roma Descoperit: jud. Hunedoara, com. Boșorod, Piatra Roșie, Curtea casei lui Ciolea Gherasin Material: Ag                                                           | Descriere revers: Jupiter în quadrigă galopând spre dreapta, ține sceptrul și frâiele cu mâna stângă și aruncă fulgerul cu dreapta Descriere exergă: L. MINVCI. Legendă revers: ROMA - dedesubt | Muzeul Civilizației Dacice și Romane, Deva | Cimec    |
|      | Denar republican    | Datare: 132 a.Chr. Școală: Roma Descoperit: jud. Hunedoara, com. Boșorod, Piatra Roșie, Curtea casei lui Ciolea Gherasin Material: Ag                                                           | Descriere avers: Roma cu cască înaripată, spre dreapta, în față X tăiat Descriere revers: Sol în quadrigă galopând spre dreapta, ține cu mâna stângă frâiele și cu dreapta biciul Descriere exergă: ROMA Legendă revers: M. ABVRI (în ligatură) - dedesubt | Muzeul Civilizației Dacice și Romane, Deva | Cimec    |
|      | Denar republican    | Datare: 131 a.Chr. Școală: Roma Descoperit: jud. Hunedoara, com. Boșorod, Piatra Roșie, Curtea casei lui Ciolea Gherasin Material: Ag                                                           | Descriere avers: Roma cu cască înaripată, în profil dreapta, în față X tăiat, în spate apex Capul Romei cu cască înaripată, în profil dreapta, în spate apex, în față X Descriere revers: Marte în quadriga galopând spre dreapta, ține lancea, scutul și frâiele în mâna stângă și un trofeu în dreapta Descriere exergă: ROMA Legendă revers: L. POST. ALB. (în ligatură) - dedesubt | Muzeul Civilizației Dacice și Romane, Deva | Cimec    |
|      | Denar republican    | Datare: 130 a.Chr. Școală: Roma Descoperit: jud. Hunedoara, com. Boșorod, Piatra Roșie, Curtea casei lui Ciolea Gherasin Material: Ag                                                           | Descriere avers: Capul Romei cu cască înaripată în profil dreapta, în fată X tăiat Descriere revers: Jupiter în quadriga galopând spre dreapta, ține frâiele și fulgerul în mâna stângă și o ramură de măslin în dreapta Descriere exergă: ROMA | Muzeul Civilizației Dacice și Romane, Deva | Cimec    |
|      | Denar republican    | Datare: 129 a.Chr. Școală: Roma Descoperit: jud. Hunedoara, com. Boșorod, Piatra Roșie, Curtea casei lui Ciolea Gherasin Material: Ag                                                           | Descriere avers: Capul Romei cu cască înaripată în profil dreapta, cu părul cârlionțat pe umeri; în spate X tăiat Descriere revers: Călăreț galopând spre dreapta purtând coiful cu creastă, ține frâiele în mâna stângă și lance în dreapta. În spatele calului coarne de capră Descriere exergă: ROMA Legendă revers: Q. PILIPVS - dedesubt | Muzeul Civilizației Dacice și Romane, Deva | Cimec    |
|      | Denar republican    | Datare: 128 a.Chr. Școală: Roma Descoperit: jud. Hunedoara, com. Boșorod, Piatra Roșie, Curtea casei lui Ciolea Gherasin Material: Ag                                                           | Descriere avers: Capul Romei cu cască înaripată în profil dreapta, în spate spic cu boabe, în față X tăiat Descriere revers: Victoria în biga galopând spre dreapta, ține frâiele în mâna stângă și biciul în dreapta. Sub picioarele cailor este un bărbat luptându-se cu leul Descriere exergă: CN. DOM Legendă revers: ROMA - deasupra | Muzeul Civilizației Dacice și Romane, Deva | Cimec    |
|      | Denar republican    | Datare: 128 a.Chr. Școală: Roma Descoperit: jud. Hunedoara, com. Boșorod, Piatra Roșie, Curtea casei lui Ciolea Gherasin Material: Ag                                                           | Descriere avers: Capul Romei cu cască înaripată în profil dreapta, în spate X tăiat Descriere revers: Zeitate, în biga galopând spre dreapta, ține cu mâna stângă sceptrul și frâiele și cu dreapta o ramură de măslin. Sub cai un cap de elefant cu un clopoțel atașat de el Legendă revers: ROMA - sub cai | Muzeul Civilizației Dacice și Romane, Deva | Cimec    |
|      | Denar republican    | Datare: 126 a.Chr. Școală: Roma Descoperit: jud. Hunedoara, com. Boșorod, Piatra Roșie, Curtea casei lui Ciolea Gherasin Material: Ag                                                           | Descriere avers: Roma cu cască înaripată în profil dreapta, în spate apex, în față X tăiat Descriere revers: Dioscurii galopând spre dreapta. Sub cai între T și Q este un scut macedonean Descriere exergă: ROMA Legendă revers: T.Q. | Muzeul Civilizației Dacice și Romane, Deva | Cimec    |
|      | Denar republican    | Datare: 124 a.Chr. Școală: Roma Descoperit: jud. Hunedoara, com. Boșorod, Piatra Roșie, Curtea casei lui Ciolea Gherasin Material: Ag                                                           | Descriere avers: Roma cu cască înaripată, în profil dreapta, în spate ROMA Roma cu cască înaripată, în profil dreapta, în față X Descriere revers: Jupiter în quadriga galopând spre dreapta ține hățurile și sceptrul cu mâna stângă iar cu dreapta aruncă fulgerul. Sub cai rostrum Descriere exergă: Q. FABI | Muzeul Civilizației Dacice și Romane, Deva | Cimec    |
|      | Denar republican    | Datare: 123 a.Chr. Școală: Roma Descoperit: jud. Hunedoara, com. Boșorod, Piatra Roșie, Curtea casei lui Ciolea Gherasin Material: Ag                                                           | Descriere avers: Roma cu cască înaripată în profil dreapta, în față X Descriere revers: Victoria în quadriga galopând spre dreapta, ține hățurile cu mâna stângă și o cunună cu dreapta Descriere exergă: M. FAN. (în ligatura) C.F. | Muzeul Civilizației Dacice și Romane, Deva | Cimec    |
|      | Denar republican    | Datare: 123 a.Chr. Școală: Roma Descoperit: jud. Hunedoara, com. Boșorod, Piatra Roșie, Curtea casei lui Ciolea Gherasin Material: Ag                                                           | Descriere avers: Roma cu cască înaripată în profil dreapta, în față X Descriere revers: Victoria în quadriga galopând spre dreapta, ține hățurile cu mâna stângă și o cunună cu dreapta Descriere exergă: M. FAN. (în ligatura) C.F. | Muzeul Civilizației Dacice și Romane, Deva | Cimec    |
|      | Denar republican    | Datare: 123 a.Chr. Școală: Roma Descoperit: jud. Hunedoara, com. Boșorod, Piatra Roșie, Curtea casei lui Ciolea Gherasin Material: Ag                                                           | Descriere avers: Roma cu cască înaripată, în profil dreapta, în spate X Descriere revers: Victoria în biga galopând spre dreapta, ține hățurile cu mâna stângă și în dreapta biciul Descriere exergă: ROMA Legendă revers: C. CATO - dedesubt | Muzeul Civilizației Dacice și Romane, Deva | Cimec    |
|      | Denar republican    | Datare: 120 a.Chr. Școală: Roma Descoperit: jud. Hunedoara, com. Boșorod, Piatra Roșie, Curtea casei lui Ciolea Gherasin Material: Ag                                                           | Descriere avers: Roma cu cască înaripată, în profil dreapta, cu cârlionți pe umăr Descriere revers: Victoria în biga galopând spre dreapta, ține hățurile cu ambele mâini și ramură de palmier în mâna stângă. Deasupra cunună Descriere exergă: M. TVLLI | Muzeul Civilizației Dacice și Romane, Deva | Cimec    |
|      | Denar republican    | Datare: 120 a.Chr. Școală: Roma Descoperit: jud. Hunedoara, com. Boșorod, Piatra Roșie, Curtea casei lui Ciolea Gherasin Material: Ag                                                           | Descriere avers: Roma cu cască înaripată, în profil dreapta, cu cârlionți pe umăr Descriere revers: Victoria în biga galopând spre dreapta, ține hățurile cu ambele mâini și ramură de palmier în mâna stângă. Deasupra cunună Descriere exergă: M. TVLLI | Muzeul Civilizației Dacice și Romane, Deva | Cimec    |
|      | Serrati             | Datare: 118 a.Chr. Școală: Narbo Descoperit: jud. Hunedoara, com. Boșorod, Piatra Roșie, Curtea casei lui Ciolea Gherasin Material: Ag                                                          | Descriere avers: Roma cu cască înaripată, în profil dreapta, în față X tăiat Descriere revers: Luptător nud și cu barbă în biga galopând spre dreapta, ține scutul, frâiele și un carnyx în mâna stângă iar cu dreapta aruncă sulița Descriere exergă: L. LIC. CN. DOM. Legendă revers: SCAVRI (în ligatură) - dedesubt) | Muzeul Civilizației Dacice și Romane, Deva | Cimec    |
|      | Serrati             | Datare: 118 a.Chr. Școală: Narbo Descoperit: jud. Hunedoara, com. Boșorod, Piatra Roșie, Curtea casei lui Ciolea Gherasin Material: Ag                                                          | Descriere avers: Roma cu cască înaripată în profil dreapta, în spate X Descriere revers: Luptător nud, cu barbă, în biga galopând spre dreapta, ține scutul, frâiele și un carnyx în mâna stângă iar cu dreapta aruncă sulița Descriere exergă: L. LIC. CN. DOM. | Muzeul Civilizației Dacice și Romane, Deva | Cimec    |
|      | Denar republican    | Datare: 117-116 a.Chr. Școală: Roma Descoperit: jud. Hunedoara, com. Boșorod, Piatra Roșie, Curtea casei lui Ciolea Gherasin Material: Ag                                                       | Descriere avers: Roma cu cască înaripată, în profil dreapta, sub bărbie X tăiat Descriere revers: Victoria înaripată în biga galopând spre dreapta, ține frâiele în mâna stângă și o cunună în dreapta Descriere exergă: M. CAL Q. METE (în ligatură) Legendă revers: CN. FOVLVI. (în ligatură) - dedesubt | Muzeul Civilizației Dacice și Romane, Deva | Cimec    |
|      | Denar republican    | Datare: 117-116 a.Chr. Școală: Roma Descoperit: jud. Hunedoara, com. Boșorod, Piatra Roșie, Curtea casei lui Ciolea Gherasin Material: Ag                                                       | Descriere avers: Roma cu cască înaripată, în profil dreapta, sub bărbie X tăiat Descriere revers: Victoria înaripată în biga galopând spre dreapta, ține frâiele în mâna stâgă și o cunună în dreapta Descriere exergă: M. CAL Q. METE (în ligatură) Legendă revers: CN. FOVLVI. (în ligatură) - dedesubt | Muzeul Civilizației Dacice și Romane, Deva | Cimec    |
|      | Denar republican    | Datare: 116-115 a.Chr. Școală: Roma Descoperit: jud. Hunedoara, com. Boșorod, Piatra Roșie, Curtea casei lui Ciolea Gherasin Material: Ag                                                       | Descriere avers: Roma cu cască înaripată în profil dreapta cu cârlionți pe umărul stâng, în spate X Descriere revers: Jupiter în quadriga, la pas, spre dreapta, ține fulgerul în mâna stângă și ramura de măslin în dreapta Descriere exergă: CN. DOMI | Muzeul Civilizației Dacice și Romane, Deva | Cimec    |
|      | Denar republican    | Datare: 116-115 a.Chr. Școală: Roma Descoperit: jud. Hunedoara, com. Boșorod, Piatra Roșie, Curtea casei lui Ciolea Gherasin Material: Ag                                                       | Descriere avers: Roma cu cască înaripată în profil dreapta cu cârlionți pe umărul stâng, în spate X Descriere revers: Jupiter în quadriga, la pas, spre dreapta, ține fulgerul în mâna stângă și ramura de măslin în dreapta Descriere exergă: CN. DOMI | Muzeul Civilizației Dacice și Romane, Deva | Cimec    |
|      | Denar republican    | Datare: 116-115 a.Chr. Școală: Roma Descoperit: jud. Hunedoara, com. Boșorod, Piatra Roșie, Curtea casei lui Ciolea Gherasin Material: Ag                                                       | Descriere avers: Roma cu cască înaripată în profil dreapta cu cârlionți pe umărul stâng, în spate X Descriere revers: Jupiter în quadriga, la pas, spre dreapta, ține fulgerul în mâna stângă și ramura de măslin în dreapta Descriere exergă: CN. DOMI | Muzeul Civilizației Dacice și Romane, Deva | Cimec    |
|      | Denar republican    | Datare: 116-115 a.Chr. Școală: Roma Descoperit: jud. Hunedoara, com. Boșorod, Piatra Roșie, Curtea casei lui Ciolea Gherasin Material: Ag                                                       | Descriere avers: Roma cu cască înaripată în profil dreapta cu cârlionți pe umărul stâng, în spate X Descriere revers: Jupiter în quadriga, la pas, spre dreapta, ține fulgerul în mâna stângă și ramura de măslin în dreapta Descriere exergă: CN. DOMI | Muzeul Civilizației Dacice și Romane, Deva | Cimec    |
|      | Denar republican    | Datare: 116-115 a.Chr. Școală: Roma Descoperit: jud. Hunedoara, com. Boșorod, Piatra Roșie, Curtea casei lui Ciolea Gherasin Material: Ag                                                       | Descriere avers: Roma cu cască înaripată, în profil dreapta, în spate X tăiat Descriere revers: Călăreț în galop spre stânga, ține cu mâna stâgă lancea și un cap de barbar și cu dreapta frâul Descriere exergă: SILVS Legendă revers: Q./M. SERGI - dedesubt | Muzeul Civilizației Dacice și Romane, Deva | Cimec    |
|      | Denar republican    | Datare: 115 a.Chr. sau 114 a.Chr. Școală: Roma Descoperit: jud. Hunedoara, com. Boșorod, Piatra Roșie, Curtea casei lui Ciolea Gherasin Material: Ag                                            | Descriere avers: Capul Romei cu coif corintic, în profil dreapta, în spate X Descriere revers: Roma purtând coif corintian șezând spre dreapta pe o grămadă de scuturi, ține cu mâna stângă cârma. În fața ei Lupa Capitolina cu Romulus și Remus sugând. În părți păsări zburând | Muzeul Civilizației Dacice și Romane, Deva | Cimec    |
|      | Denar republican    | Datare: 115 a.Chr. sau 114 a.Chr. Școală: Roma Descoperit: jud. Hunedoara, com. Boșorod, Piatra Roșie, Curtea casei lui Ciolea Gherasin Material: Ag                                            | Descriere avers: Roma cu cască înaripată în profil dreapta, în spate X Descriere revers: Victoria în biga galopând spre dreapta ține frâiele cu mâna stângă și o ramură de palmier legată cu panglică în mâna dreaptă. Sub picioarele cailor este cârma Descriere exergă: ROMA | Muzeul Civilizației Dacice și Romane, Deva | Cimec    |
|      | Denar incus         | Datare: 114-113 a.Chr. Școală: Roma Descoperit: jud. Hunedoara, com. Boșorod, Piatra Roșie, Curtea casei lui Ciolea Gherasin Material: Ag                                                       | Descriere avers: Capetele laureate și janiforme ale Dioscurilor, în dreapta X tăiat Descriere revers: Incus | Muzeul Civilizației Dacice și Romane, Deva | Cimec    |
|      | Denar republican    | Datare: 114 sau 113 a.Chr. Școală: Roma Descoperit: jud. Hunedoara, com. Boșorod, Piatra Roșie, Curtea casei lui Ciolea Gherasin Material: Ag                                                   | Descriere avers: Bust feminin (Roma ?) laureat și drapat purtând diademă Descriere revers: Trei arcade pe care stă o statuie ecvestră reprezentând un călăreț înveșmântat cu cuirasă și cunună care ține în mâna dreaptă lancea Legendă revers: MN. AEMILIO (în ligatură) - circular /LEP - între arcade | Muzeul Civilizației Dacice și Romane, Deva | Cimec    |
|      | Denar republican    | Datare: 114 sau 113 a.Chr. Școală: Roma Descoperit: jud. Hunedoara, com. Boșorod, Piatra Roșie, Curtea casei lui Ciolea Gherasin Material: Ag                                                   | Descriere avers: Bust feminin (Roma ?) laureat și drapat purtând diademă Descriere revers: Trei arcade pe care stă o statuie ecvestră reprezentând un călăreț înveșmântat cu cuirasă și cunună care ține în mâna dreaptă lancea Legendă revers: MN. AEMILIO (în ligatură) - circular /LEP - între arcade | Muzeul Civilizației Dacice și Romane, Deva | Cimec    |
|      | Denar republican    | Datare: 114 sau 113 a.Chr. Școală: Roma Descoperit: jud. Hunedoara, com. Boșorod, Piatra Roșie, Curtea casei lui Ciolea Gherasin Material: Ag                                                   | Descriere avers: Bust feminin (Roma ?) laureat și drapat purtând diademă Descriere revers: Trei arcade pe care stă o statuie ecvestră reprezentând un călăreț înveșmântat cu cuirasă și cunună care ține în mâna dreaptă lancea Legendă revers: MN. AEMILIO (în ligatură) - circular /LEP - între arcade | Muzeul Civilizației Dacice și Romane, Deva | Cimec    |
|      | Denar republican    | Datare: 113 sau 112 a.Chr. Școală: Roma Descoperit: jud. Hunedoara, com. Boșorod, Piatra Roșie, Curtea casei lui Ciolea Gherasin Material: Ag                                                   | Descriere avers: Roma cu coif corintic în profil spre stânga, poartă scut și lance pe umărul stâng, deasupra coifului semilună, în față X tăiat Descriere revers: Scenă de vot în care un votant din stânga primește o bilă de vot de la însoțitorul său aflat jos iar un alt votant din dreapta pune bila de vot în cista Legendă revers: P. NERVA (în ligatură) - deasupra | Muzeul Civilizației Dacice și Romane, Deva | Cimec    |
|      | Denar republican    | Datare: 112-111 a.Chr. Școală: Roma Descoperit: jud. Hunedoara, com. Boșorod, Piatra Roșie, Curtea casei lui Ciolea Gherasin Material: Ag                                                       | Descriere avers: Capul lui Marte cu coif corintic în profil dreapta, în spate X tăiat Descriere revers: Jupiter cu sceptrul în dreapta și fulgerul în stânga stă față în față cu Junona iar Minerva cu sceptrul în stânga îl încununează cu dreapta Descriere exergă: ROMA | Muzeul Civilizației Dacice și Romane, Deva | Cimec    |
|      | Denar republican    | Datare: 111 sau 110 a.Chr. Școală: Roma Descoperit: jud. Hunedoara, com. Boșorod, Piatra Roșie, Curtea casei lui Ciolea Gherasin Material: Ag                                                   | Descriere avers: Roma cu cască înaripată în profil dreapta. În spate un plan patrulater Descriere revers: Victoria în trigă galopând spre dreapta, ține frâiele cu ambele mâini Descriere exergă: AP.CL.TMAL.Q.VR. (în ligatură) | Muzeul Civilizației Dacice și Romane, Deva | Cimec    |
|      | Denar republican    | Datare: 111 sau 110 a.Chr. Școală: Roma Descoperit: jud. Hunedoara, com. Boșorod, Piatra Roșie, Curtea casei lui Ciolea Gherasin Material: Ag                                                   | Descriere avers: Roma cu cască înaripată în profil dreapta. În spate un plan patrulater Descriere revers: Victoria în trigă galopând spre dreapta, ține frâiele cu ambele mâini Descriere exergă: AP.CL.TMAL.Q.VR. (în ligatură) | Muzeul Civilizației Dacice și Romane, Deva | Cimec    |
|      | Denar republican    | Datare: 111 sau 110 a.Chr. Școală: Roma Descoperit: jud. Hunedoara, com. Boșorod, Piatra Roșie, Curtea casei lui Ciolea Gherasin Material: Ag                                                   | Descriere avers: Roma cu cască înaripată în profil dreapta. În spate un plan patrulater Descriere revers: Victoria în trigă galopând spre dreapta, ține frâiele cu ambele mâini Descriere exergă: AP.CL.TMAL.Q.VR. (în ligatură) | Muzeul Civilizației Dacice și Romane, Deva | Cimec    |
|      | Denar republican    | Datare: 111 sau 110 a.Chr. Școală: Roma Descoperit: jud. Hunedoara, com. Boșorod, Piatra Roșie, Curtea casei lui Ciolea Gherasin Material: Ag                                                   | Descriere avers: Roma cu cască înaripată în profil dreapta. În spate un plan patrulater Descriere revers: Victoria în trigă galopând spre dreapta, ține frâiele cu ambele mâini Descriere exergă: T.MAL.AP.CL.Q.VR. (în ligatură) | Muzeul Civilizației Dacice și Romane, Deva | Cimec    |
|      | Denar republican    | Datare: 111 sau 110 a.Chr. Școală: Roma Descoperit: jud. Hunedoara, com. Boșorod, Piatra Roșie, Curtea casei lui Ciolea Gherasin Material: Ag                                                   | Descriere avers: Roma cu cască înaripată în profil dreapta. În spate un plan patrulater Descriere revers: Victoria în trigă galopând spre dreapta, ține frâiele cu ambele mâini Descriere exergă: T.MAL.AP.CL.Q.VR. (în ligatură) | Muzeul Civilizației Dacice și Romane, Deva | Cimec    |
|      | Denar republican    | Datare: 111 sau 110 a.Chr. Școală: Roma Descoperit: jud. Hunedoara, com. Boșorod, Piatra Roșie, Curtea casei lui Ciolea Gherasin Material: Ag                                                   | Descriere avers: Roma cu cască înaripată în profil dreapta. În spate un plan patrulater Descriere revers: Victoria în trigă galopând spre dreapta, ține frâiele cu ambele mâini Descriere exergă: T.MAL.AP.CL.Q.VR. (în ligatură) | Muzeul Civilizației Dacice și Romane, Deva | Cimec    |
|      | Denar republican    | Datare: 111 sau 110 a.Chr. Școală: Roma Descoperit: jud. Hunedoara, com. Boșorod, Piatra Roșie, Curtea casei lui Ciolea Gherasin Material: Ag                                                   | Descriere avers: Roma cu cască înaripată în profil dreapta. În spate un plan patrulater Descriere revers: Victoria în trigă galopând spre dreapta, ține frâiele cu ambele mâini Descriere exergă: T.MAL.AP.CL.Q.VR. (în ligatură) | Muzeul Civilizației Dacice și Romane, Deva | Cimec    |
|      | Denar republican    | Datare: 111 sau 110 a.Chr. Școală: Roma Descoperit: jud. Hunedoara, com. Boșorod, Piatra Roșie, Curtea casei lui Ciolea Gherasin Material: Ag                                                   | Descriere avers: Roma cu cască înaripată în profil dreapta. În spate un plan patrulater Descriere revers: Victoria în trigă galopând spre dreapta, ține frâiele cu ambele mâini Descriere exergă: T.MAL.AP.CL.Q.VR. (în ligatură) | Muzeul Civilizației Dacice și Romane, Deva | Cimec    |
|      | Denar republican    | Datare: 110 sau 109 a.Chr. Școală: Roma Descoperit: jud. Hunedoara, com. Boșorod, Piatra Roșie, Curtea casei lui Ciolea Gherasin Material: Ag                                                   | Descriere avers: Roma cu cască înaripată în profil dreapta Descriere revers: Victoria în bigă galopând spre dreapta, ține frâiele cu ambele mâini Descriere exergă: C. PVLCHER | Muzeul Civilizației Dacice și Romane, Deva | Cimec    |
|      | Denar republican    | Datare: 110 sau 109 a.Chr. Școală: Roma Descoperit: jud. Hunedoara, com. Boșorod, Piatra Roșie, Curtea casei lui Ciolea Gherasin Material: Ag                                                   | Descriere avers: Roma cu cască înaripată în profil dreapta Descriere revers: Victoria în bigă galopând spre dreapta, ține frâiele cu ambele mâini Descriere exergă: C. PVLCHER | Muzeul Civilizației Dacice și Romane, Deva | Cimec    |
|      | Denar republican    | Datare: 110 sau 109 a.Chr. Școală: Roma Descoperit: jud. Hunedoara, com. Boșorod, Piatra Roșie, Curtea casei lui Ciolea Gherasin Material: Ag                                                   | Descriere avers: Roma cu cască înaripată în profil dreapta Descriere revers: Victoria în bigă galopând spre dreapta, ține frâiele cu ambele mâini Descriere exergă: C. PVLCHER | Muzeul Civilizației Dacice și Romane, Deva | Cimec    |
|      | Denar republican    | Datare: 110-109 a.Chr. Școală: Roma Descoperit: jud. Hunedoara, com. Boșorod, Piatra Roșie, Curtea casei lui Ciolea Gherasin Material: Ag                                                       | Descriere avers: Roma cu cască înaripată în profil dreapta, sub bărbie X Descriere revers: Luptător roman, în armură, spre stânga, încununează o figură togată însoțită de un lictor cu fascie Descriere exergă: PROVOCO | Muzeul Civilizației Dacice și Romane, Deva | Cimec    |
|      | Denar republican    | Datare: 109 sau 108 a.Chr. Școală: Roma Descoperit: jud. Hunedoara, com. Boșorod, Piatra Roșie, Curtea casei lui Ciolea Gherasin Material: Ag                                                   | Descriere avers: Roma cu cască înaripată în profil dreapta, sub bărbie X Descriere revers: Victoria în biga galopând spre dreapta ține fâiele cu mâna stângă și o cunună cu dreapta Descriere exergă: CILO Legendă revers: L.FLAMINI - dedesubt | Muzeul Civilizației Dacice și Romane, Deva | Cimec    |
|      | Denar republican    | Datare: 109 sau 108 a.Chr. Școală: Roma Descoperit: jud. Hunedoara, com. Boșorod, Piatra Roșie, Curtea casei lui Ciolea Gherasin Material: Ag                                                   | Descriere avers: Roma cu cască înaripată în profil dreapta, sub bărbie X Descriere revers: Victoria în biga galopând spre dreapta ține frâiele cu mâna stângă și o cunună cu dreapta Descriere exergă: CILO Legendă revers: L.FLAMINI - dedesubt | Muzeul Civilizației Dacice și Romane, Deva | Cimec    |
|      | Denar republican    | Datare: 109 sau 108 a.Chr. Școală: Roma Descoperit: jud. Hunedoara, com. Boșorod, Piatra Roșie, Curtea casei lui Ciolea Gherasin Material: Ag                                                   | Descriere avers: Roma cu cască înaripată în profil dreapta, sub bărbie X Descriere revers: Victoria în biga galopând spre dreapta ține frâiele cu mâna stângă și o cunună cu dreapta Descriere exergă: CILO Legendă revers: L.FLAMINI - dedesubt | Muzeul Civilizației Dacice și Romane, Deva | Cimec    |
|      | Denar republican    | Datare: 109 sau 108 a.Chr. Școală: Roma Descoperit: jud. Hunedoara, com. Boșorod, Piatra Roșie, Curtea casei lui Ciolea Gherasin Material: Ag                                                   | Descriere avers: Cap de bărbat tânăr purtând cunună de stejar (Apollo ?), în profil dreapta. Sub bărbie X tăiat Descriere revers: Dioscurii stând alături, între caii lor, purtând fiecare câte o spadă Descriere exergă: L.MEMMI | Muzeul Civilizației Dacice și Romane, Deva | Cimec    |
|      | Denar republican    | Datare: 109 sau 108 a.Chr. Școală: Roma Descoperit: jud. Hunedoara, com. Boșorod, Piatra Roșie, Curtea casei lui Ciolea Gherasin Material: Ag                                                   | Descriere avers: Cap de bărbat tânăr purtând cunună de stejar (Apollo ?), în profil dreapta. Sub bărbie X tăiat Descriere revers: Dioscurii stând alături, între caii lor, purtând fiecare câte o spadă Descriere exergă: L.MEMMI | Muzeul Civilizației Dacice și Romane, Deva | Cimec    |
|      | Denar republican    | Datare: 109 sau 108 a.Chr. Școală: Roma Descoperit: jud. Hunedoara, com. Boșorod, Piatra Roșie, Curtea casei lui Ciolea Gherasin Material: Ag                                                   | Descriere avers: Cap de bărbat tânăr purtând cunună de stejar (Apollo ?), în profil dreapta. Sub bărbie X tăiat Descriere revers: Dioscurii stând alături, între caii lor, purtând fiecare câte o spadă Descriere exergă: L.MEMMI | Muzeul Civilizației Dacice și Romane, Deva | Cimec    |
|      | Denar republican    | Datare: 108 sau 107 a.Chr. Școală: Roma Descoperit: jud. Hunedoara, com. Boșorod, Piatra Roșie, Curtea casei lui Ciolea Gherasin Material: Ag                                                   | Descriere avers: Capetele alăturate ale Dioscurilor spre dreapta, sub bărbie X tăiat Descriere revers: Galeră cu vâsle și conducător la cârmă. Dedesubt marcă de control "…" Legendă revers: MN. FONTEI (în ligatură) - deasupra | Muzeul Civilizației Dacice și Romane, Deva | Cimec    |
|      | Serrati             | Datare: 106 a.Chr. Școală: Roma Descoperit: jud. Hunedoara, com. Boșorod, Piatra Roșie, Curtea casei lui Ciolea Gherasin Material: Ag                                                           | Descriere avers: Capul laureat al lui Jupiter în profil stânga Descriere revers: Jupiter în quadrigă galopând spre dreapta ține sceptrul și frâiele cu mâna stângă și aruncă fulgerul cu dreapta. Deasupra marcă de control Descriere exergă: L.SCIP.ASIAG. | Muzeul Civilizației Dacice și Romane, Deva | Cimec    |
|      | Serrati             | Datare: 106 a.Chr. Școală: Roma Descoperit: jud. Hunedoara, com. Boșorod, Piatra Roșie, Curtea casei lui Ciolea Gherasin Material: Ag                                                           | Descriere avers: Capul laureat al lui Jupiter în profil stânga Descriere revers: Jupiter în quadrigă galopând spre dreapta ține sceptrul și frâiele cu mâna stângă și aruncă fulgerul cu dreapta. Deasupra marcă de control Descriere exergă: L.SCIP.ASIAG. | Muzeul Civilizației Dacice și Romane, Deva | Cimec    |
|      | Serrati             | Datare: 106 a.Chr. Școală: Roma Descoperit: jud. Hunedoara, com. Boșorod, Piatra Roșie, Curtea casei lui Ciolea Gherasin Material: Ag                                                           | Descriere avers: Capetele alăturate ale zeilor Penati în profil stânga Descriere revers: Două figuri tinere stând față în față ținând fiecare cu mâna stângă lancea iar cu dreapta arătând spre o purcea care stătea culcată între ei Descriere exergă: L.SVPLICI (în ligatură) C.F. | Muzeul Civilizației Dacice și Romane, Deva | Cimec    |
|      | Serrati             | Datare: 106 a.Chr. Școală: Roma Descoperit: jud. Hunedoara, com. Boșorod, Piatra Roșie, Curtea casei lui Ciolea Gherasin Material: Ag                                                           | Descriere avers: Capul laureat al lui Saturn în profil stânga, în spate harpă Descriere revers: Venus în biga la pas spre dreapta ține frâiele cu ambele mâini și sceptrul în stânga. Deasupra zboară un Cupidon. Dedesubt marcă de control Descriere exergă: L. MEMMI (în ligatură) | Muzeul Civilizației Dacice și Romane, Deva | Cimec    |
|      | Serrati             | Datare: 105 a.Chr. Școală: Roma Descoperit: jud. Hunedoara, com. Boșorod, Piatra Roșie, Curtea casei lui Ciolea Gherasin Material: Ag                                                           | Descriere avers: Bustul lui Vulcan, spre dreapta, drapat, purtând pe cap cunună de laur și pe umăr un clește. În spate X tăiat și în față marcă de control Descriere revers: Aquila romană cu aripile deschise ține în gheare fulgerul. Circular cunună de laur Descriere exergă: L. COT | Muzeul Civilizației Dacice și Romane, Deva | Cimec    |
|      | Denar republican    | Datare: 105 a.Chr. Școală: Roma Descoperit: jud. Hunedoara, com. Boșorod, Piatra Roșie, Curtea casei lui Ciolea Gherasin Material: Ag                                                           | Descriere avers: Capul lui Juno Sospita din Lanuvium, purtând pielea de capră pe cap Descriere revers: Taur șarjând spre dreapta. Deasupra marcă de control Descriere exergă: BALBVS Legendă revers: L.THORIVS - dedesubt | Muzeul Civilizației Dacice și Romane, Deva | Cimec    |
|      | Denar republican    | Datare: 105 a.Chr. Școală: Roma Descoperit: jud. Hunedoara, com. Boșorod, Piatra Roșie, Curtea casei lui Ciolea Gherasin Material: Ag                                                           | Descriere avers: Capul lui Juno Sospita din Lanuvium, purtând pielea de capră pe cap Descriere revers: Taur șarjând spre dreapta. Deasupra marcă de control Descriere exergă: BALBVS Legendă revers: L.THORIVS - dedesubt | Muzeul Civilizației Dacice și Romane, Deva | Cimec    |
|      | Denar republican    | Datare: 105 a.Chr. Școală: Roma Descoperit: jud. Hunedoara, com. Boșorod, Piatra Roșie, Curtea casei lui Ciolea Gherasin Material: Ag                                                           | Descriere avers: Capul lui Juno Sospita din Lanuvium, purtând pielea de capră pe cap Descriere revers: Taur șarjând spre dreapta. Deasupra marcă de control Descriere exergă: BALBVS Legendă revers: L.THORIVS - dedesubt | Muzeul Civilizației Dacice și Romane, Deva | Cimec    |
|      | Denar republican    | Datare: 104 a.Chr. Școală: Roma Descoperit: jud. Hunedoara, com. Boșorod, Piatra Roșie, Curtea casei lui Ciolea Gherasin Material: Ag                                                           | Descriere avers: Roma cu cască înaripată în profil spre stânga Descriere revers: Saturn în quadriga galopând spre dreapta, ține frâiele în mâna stângă și harpa în dreapta. Marcă de control Descriere exergă: L. SATVRN. | Muzeul Civilizației Dacice și Romane, Deva | Cimec    |
|      | Denar republican    | Datare: 104 a.Chr. Școală: Roma Descoperit: jud. Hunedoara, com. Boșorod, Piatra Roșie, Curtea casei lui Ciolea Gherasin Material: Ag                                                           | Descriere avers: Roma cu cască înaripată în profil spre stânga Descriere revers: Saturn în quadriga galopând spre dreapta, ține frâiele în mâna stângă și harpa în dreapta. Marcă de control Descriere exergă: L. SATVRN. | Muzeul Civilizației Dacice și Romane, Deva | Cimec    |
|      | Denar republican    | Datare: 104 a.Chr. Școală: Roma Descoperit: jud. Hunedoara, com. Boșorod, Piatra Roșie, Curtea casei lui Ciolea Gherasin Material: Ag                                                           | Descriere avers: Roma cu cască înaripată în profil spre stânga Descriere revers: Saturn în quadriga galopând spre dreapta, ține frâiele în mâna stângă și harpa în dreapta. Marcă de control Descriere exergă: L. SATVRN. | Muzeul Civilizației Dacice și Romane, Deva | Cimec    |
|      | Denar republican    | Datare: 104 a.Chr. Școală: Roma Descoperit: jud. Hunedoara, com. Boșorod, Piatra Roșie, Curtea casei lui Ciolea Gherasin Material: Ag                                                           | Descriere avers: Roma cu cască înaripată în profil spre stânga Descriere revers: Saturn în quadriga galopând spre dreapta, ține frâiele în mâna stângă și harpa în dreapta. Marcă de control Descriere exergă: L. SATVRN. | Muzeul Civilizației Dacice și Romane, Deva | Cimec    |
|      | Denar republican    | Datare: 104 a.Chr. Școală: Roma Descoperit: jud. Hunedoara, com. Boșorod, Piatra Roșie, Curtea casei lui Ciolea Gherasin Material: Ag                                                           | Descriere avers: Roma cu cască înaripată în profil spre stânga Descriere revers: Saturn în quadriga galopând spre dreapta, ține frâiele în mâna stângă și harpa în dreapta. Marcă de control Descriere exergă: L. SATVRN. | Muzeul Civilizației Dacice și Romane, Deva | Cimec    |
|      | Denar republican    | Datare: 104 a.Chr. Școală: Roma Descoperit: jud. Hunedoara, com. Boșorod, Piatra Roșie, Curtea casei lui Ciolea Gherasin Material: Ag                                                           | Descriere avers: Roma cu cască înaripată în profil spre stânga Descriere revers: Saturn în quadriga galopând spre dreapta, ține frâiele în mâna stângă și harpa în dreapta. Marcă de control Descriere exergă: L. SATVRN. | Muzeul Civilizației Dacice și Romane, Deva | Cimec    |
|      | Denar republican    | Datare: 104 a.Chr. Școală: Roma Descoperit: jud. Hunedoara, com. Boșorod, Piatra Roșie, Curtea casei lui Ciolea Gherasin Material: Ag                                                           | Descriere avers: Roma cu cască înaripată în profil spre stânga Descriere revers: Saturn în quadriga galopând spre dreapta, ține frâiele în mâna stângă și harpa în dreapta. Marcă de control Descriere exergă: L. SATVRN. | Muzeul Civilizației Dacice și Romane, Deva | Cimec    |
|      | Denar republican    | Datare: 104 a.Chr. Școală: Roma Descoperit: jud. Hunedoara, com. Boșorod, Piatra Roșie, Curtea casei lui Ciolea Gherasin Material: Ag                                                           | Descriere avers: Roma cu cască înaripată în profil dreapta Descriere revers: Victoria în biga galopând spre stânga, ține frâiele cu ambele mâini. Marcă de control Legendă revers: CALD | Muzeul Civilizației Dacice și Romane, Deva | Cimec    |
|      | Denar republican    | Datare: 103 a.Chr. Școală: Roma Descoperit: jud. Hunedoara, com. Boșorod, Piatra Roșie, Curtea casei lui Ciolea Gherasin Material: Ag                                                           | Descriere avers: Capul lui Marte purtând coiful cu cristă în profil stânga Descriere revers: Soldat roman în luptă cu un soldat barbar pentru protejarea camaradului căzut Descriere exergă: Q. THERM. M F (în ligatură) | Muzeul Civilizației Dacice și Romane, Deva | Cimec    |
|      | Denar republican    | Datare: 103 a.Chr. Școală: Roma Descoperit: jud. Hunedoara, com. Boșorod, Piatra Roșie, Curtea casei lui Ciolea Gherasin Material: Ag                                                           | Descriere avers: Capul lui Marte purtând coiful cu cristă în profil stânga Descriere revers: Soldat roman în luptă cu un soldat barbar pentru protejarea camaradului căzut Descriere exergă: Q. THERM. M F (în ligatură) | Muzeul Civilizației Dacice și Romane, Deva | Cimec    |
|      | Denar republican    | Datare: 103 a.Chr. Școală: Roma Descoperit: jud. Hunedoara, com. Boșorod, Piatra Roșie, Curtea casei lui Ciolea Gherasin Material: Ag                                                           | Descriere avers: Capul lui Marte purtând coiful cu cristă în profil stânga Descriere revers: Soldat roman în luptă cu un soldat barbar pentru protejarea camaradului căzut Descriere exergă: Q. THERM. M F (în ligatură) | Muzeul Civilizației Dacice și Romane, Deva | Cimec    |
|      | Denar republican    | Datare: 102 a.Chr. Școală: Roma Descoperit: jud. Hunedoara, com. Boșorod, Piatra Roșie, Curtea casei lui Ciolea Gherasin Material: Ag                                                           | Descriere avers: Bustul lui Ceres, drapat, purtând pe cap cununa de spice, în profil stânga. Marcă de control în spatele bustului Descriere revers: Agricultor arând cu plugul tras de doi boi. Marcă de control deasupra boilor Descriere exergă: L. CASSI | Muzeul Civilizației Dacice și Romane, Deva | Cimec    |
|      | Denar republican    | Datare: 101 a.Chr. Școală: Roma Descoperit: jud. Hunedoara, com. Boșorod, Piatra Roșie, Curtea casei lui Ciolea Gherasin Material: Ag                                                           | Descriere avers: Roma cu cască înaripată în profil dreapta, în spate spic Descriere revers: Victoria în biga galopând spre dreapta, ține frâiele cu ambele mâini Legendă revers: L.IVLI - dedesubt | Muzeul Civilizației Dacice și Romane, Deva | Cimec    |
|      | Denar republican    | Datare: 101 a.Chr. Școală: Roma Descoperit: jud. Hunedoara, com. Boșorod, Piatra Roșie, Curtea casei lui Ciolea Gherasin Material: Ag                                                           | Descriere avers: Roma cu cască înaripată în profil dreapta. Bordură din ramură de laur Descriere revers: Victoria în biga galopând spre dreapta ține frâiele cu mâna stângă și biciul cu dreapta Descriere exergă: M. LVCILI Legendă revers: RVF - deasupra | Muzeul Civilizației Dacice și Romane, Deva | Cimec    |
|      | Denar republican    | Datare: 100 a.Chr. Școală: Roma Descoperit: jud. Hunedoara, com. Boșorod, Piatra Roșie, Curtea casei lui Ciolea Gherasin Material: Ag                                                           | Descriere avers: Bustul Minervei în profil pe stânga purtând coiful corintian și aegis Descriere revers: Victoria în biga galopând spre dreapta poartă ramura de palmier și secure în stânga iar cu dreapta ține frâiele. Marcă de control Descriere exergă: P.SERVILL.M | Muzeul Civilizației Dacice și Romane, Deva | Cimec    |
|      | Denar republican    | Datare: 96 (?) a.Chr. Școală: Roma Descoperit: jud. Hunedoara, com. Boșorod, Piatra Roșie, Curtea casei lui Ciolea Gherasin Material: Ag                                                        | Descriere avers: Capul laureat al lui Apollo în profil dreapta Descriere revers: Roma șezând, spre stânga, pe trei scuturi, poartă spada în mâna stângă și lancea în dreapta, încoronată fiind de o Victorie înaripată Descriere exergă: ROMA Legendă revers: C.MALL (în ligatură) - în față | Muzeul Civilizației Dacice și Romane, Deva | Cimec    |
|      | Denar republican    | Datare: 96 (?) a.Chr. Școală: Roma Descoperit: jud. Hunedoara, com. Boșorod, Piatra Roșie, Curtea casei lui Ciolea Gherasin Material: Ag                                                        | Descriere avers: Capul laureat al lui Apollo în profil dreapta, sub gât X taiat Descriere revers: Roma șezând, spre stânga, pe trei scuturi, poartă spada în mâna stângă și lancea în dreapta, încoronată fiind de o Victorie înaripată Descriere exergă: ROMA Legendă revers: C.MALL (în ligatură) - în față | Muzeul Civilizației Dacice și Romane, Deva | Cimec    |
|      | Denar republican    | Datare: 96 (?) a.Chr. Școală: Roma Descoperit: jud. Hunedoara, com. Boșorod, Piatra Roșie, Curtea casei lui Ciolea Gherasin Material: Ag                                                        | Descriere avers: Bustul Dianei, drapat, în profil dreapta, purtând tolba cu săgeți și arcul, pe umăr Descriere revers: Trei călăreți șarjând spre stânga, în fața lor două stindarde și un soldat căzut Descriere exergă: A.ALBINVS.S.F. | Muzeul Civilizației Dacice și Romane, Deva | Cimec    |
|      | Denar republican    | Datare: 92 a.Chr. Școală: Roma Descoperit: jud. Hunedoara, com. Boșorod, Piatra Roșie, Curtea casei lui Ciolea Gherasin Material: Ag                                                            | Descriere avers: Cap de femeie purtând diademă în profil dreapta Descriere revers: Diana în biga trasă de cerbi galopând spre dreapta, poartă tolba și arcul pe umăr și ține în mâna stângă sceptrul și frâiele iar în dreapta o torță. Dedesubt spic Descriere exergă: C.ALLI. | Muzeul Civilizației Dacice și Romane, Deva | Cimec    |
|      | Denar republican    | Datare: 91 a.Chr. Școală: Roma Descoperit: jud. Hunedoara, com. Boșorod, Piatra Roșie, Curtea casei lui Ciolea Gherasin Material: Ag                                                            | Descriere avers: Capul lui Salus, diademat, în profil dreapta Descriere revers: Victoria în biga galopând spre dreapta ține cu stânga frâiele iar cu dreapta o ramură de palmier. Marcă de control Descriere exergă: D.SILANVS L.F. | Muzeul Civilizației Dacice și Romane, Deva | Cimec    |
|      | Denar republican    | Datare: 91 a.Chr. Școală: Roma Descoperit: jud. Hunedoara, com. Boșorod, Piatra Roșie, Curtea casei lui Ciolea Gherasin Material: Ag                                                            | Descriere avers: Roma cu cască înaripată în profil dreapta. Marcă de control Descriere revers: Victoria în biga galopând spre dreapta, ține frâiele în ambele mâini. Marcă de control Descriere exergă: D.SILANVS L.F./ROMA | Muzeul Civilizației Dacice și Romane, Deva | Cimec    |
|      | Denar republican    | Datare: 91 a.Chr. Școală: Roma Descoperit: jud. Hunedoara, com. Boșorod, Piatra Roșie, Curtea casei lui Ciolea Gherasin Material: Ag                                                            | Descriere avers: Roma cu cască înaripată în profil dreapta. Marcă de control Descriere revers: Victoria în biga galopând spre dreapta, ține frâiele în ambele mâini. Marcă de control Descriere exergă: D.SILANVS L.F./ROMA | Muzeul Civilizației Dacice și Romane, Deva | Cimec    |
|      | Denar republican    | Datare: 91 a.Chr. Școală: Roma Descoperit: jud. Hunedoara, com. Boșorod, Piatra Roșie, Curtea casei lui Ciolea Gherasin Material: Ag                                                            | Descriere avers: Roma cu cască înaripată în profil dreapta. Marcă de control Descriere revers: Victoria în biga galopând spre dreapta, ține frâiele în ambele mâini. Marcă de control Descriere exergă: D.SILANVS L.F./ROMA | Muzeul Civilizației Dacice și Romane, Deva | Cimec    |
|      | Denar republican    | Datare: 91 a.Chr. Școală: Roma Descoperit: jud. Hunedoara, com. Boșorod, Piatra Roșie, Curtea casei lui Ciolea Gherasin Material: Ag                                                            | Descriere avers: Roma cu cască înaripată în profil dreapta. Marcă de control Descriere revers: Victoria în biga galopând spre dreapta, ține frâiele în ambele mâini. Marcă de control Descriere exergă: D.SILANVS L.F./ROMA | Muzeul Civilizației Dacice și Romane, Deva | Cimec    |
|      | Denar republican    | Datare: 90 a.Chr. Școală: Roma Descoperit: jud. Hunedoara, com. Boșorod, Piatra Roșie, Curtea casei lui Ciolea Gherasin Material: Ag                                                            | Descriere avers: Capul laureat al lui Apollo, în profil dreapta. Marcă de control Descriere revers: Călăreț în galop spre dreapta cu o ramură de palmier în mână. Marcă de control Legendă revers: L.PISO FRVGI / A - dedesubt | Muzeul Civilizației Dacice și Romane, Deva | Cimec    |
|      | Denar republican    | Datare: 90 a.Chr. Școală: Roma Descoperit: jud. Hunedoara, com. Boșorod, Piatra Roșie, Curtea casei lui Ciolea Gherasin Material: Ag                                                            | Descriere avers: Capul laureat al lui Apollo, în profil dreapta Descriere revers: Călăreț în galop spre dreapta cu o ramură de palmier în mână Legendă revers: L.PISO FRVGI - dedesubt | Muzeul Civilizației Dacice și Romane, Deva | Cimec    |
|      | Denar republican    | Datare: 90 a.Chr. Școală: Roma Descoperit: jud. Hunedoara, com. Boșorod, Piatra Roșie, Curtea casei lui Ciolea Gherasin Material: Ag                                                            | Descriere avers: Capul laureat al lui Apollo, în profil dreapta. Marcă de control Descriere revers: Călăreț în galop spre dreapta cu o ramură de palmier în mână. Deasupra numeral de control Legendă revers: L.PISO FRVGI / A - dedesubt | Muzeul Civilizației Dacice și Romane, Deva | Cimec    |
|      | Denar republican    | Datare: 90 a.Chr. Școală: Roma Descoperit: jud. Hunedoara, com. Boșorod, Piatra Roșie, Curtea casei lui Ciolea Gherasin Material: Ag                                                            | Descriere avers: Capul laureat al lui Apollo, în profil dreapta. Numeral de control Descriere revers: Călăreț în galop spre dreapta cu o ramură de palmier în mână. Marcă de control și numeral de control Legendă revers: L.PISO FRVGI / A - dedesubt | Muzeul Civilizației Dacice și Romane, Deva | Cimec    |
|      | Denar republican    | Datare: 90 a.Chr. Școală: Roma Descoperit: jud. Hunedoara, com. Boșorod, Piatra Roșie, Curtea casei lui Ciolea Gherasin Material: Ag                                                            | Descriere avers: Capul laureat al lui Apollo, în profil dreapta. Marcă de control Descriere revers: Călăreț în galop spre dreapta cu o ramură de palmier în mână. Marcă de control Legendă revers: L.PISO FRVGI - dedesubt | Muzeul Civilizației Dacice și Romane, Deva | Cimec    |
|      | Denar republican    | Datare: 90 a.Chr. Școală: Roma Descoperit: jud. Hunedoara, com. Boșorod, Piatra Roșie, Curtea casei lui Ciolea Gherasin Material: Ag                                                            | Descriere avers: Capul laureat al lui Apollo, în profil dreapta. Numeral de control Descriere revers: Călăreț în galop spre dreapta cu o ramură de palmier în mână. Marcă și numeral de control Legendă revers: L.PISO FRVGI / A - dedesubt | Muzeul Civilizației Dacice și Romane, Deva | Cimec    |
|      | Denar republican    | Datare: 90 a.Chr. Școală: Roma Descoperit: jud. Hunedoara, com. Boșorod, Piatra Roșie, Curtea casei lui Ciolea Gherasin Material: Ag                                                            | Descriere avers: Capul laureat al lui Apollo, în profil dreapta. Marcă de control Descriere revers: Călăreț în galop spre dreapta cu o ramură de palmier în mână. Numeral de control Legendă revers: L.PISO FRVGI / A - dedesubt | Muzeul Civilizației Dacice și Romane, Deva | Cimec    |
|      | Denar republican    | Datare: 90 a.Chr. Școală: Roma Descoperit: jud. Hunedoara, com. Boșorod, Piatra Roșie, Curtea casei lui Ciolea Gherasin Material: Ag                                                            | Descriere avers: Capul laureat al lui Apollo, în profil dreapta. Marcă de control Descriere revers: Călăreț în galop spre dreapta cu o ramură de palmier în mână. Numeral de control Legendă revers: L.PISO FRVGI / A - dedesubt | Muzeul Civilizației Dacice și Romane, Deva | Cimec    |
|      | Denar republican    | Datare: 90 a.Chr. Școală: Roma Descoperit: jud. Hunedoara, com. Boșorod, Piatra Roșie, Curtea casei lui Ciolea Gherasin Material: Ag                                                            | Descriere avers: Capul laureat al lui Apollo, în profil dreapta. Marcă de control Descriere revers: Călăreț în galop spre dreapta cu o ramură de palmier în mână Legendă revers: L.PISO FRVGI / A - dedesubt | Muzeul Civilizației Dacice și Romane, Deva | Cimec    |
|      | Denar republican    | Datare: 90 a.Chr. Școală: Roma Descoperit: jud. Hunedoara, com. Boșorod, Piatra Roșie, Curtea casei lui Ciolea Gherasin Material: Ag                                                            | Descriere avers: Cap de bărbat cu barbă ascuțită și cunună cu aripioare în profil dreapta Descriere revers: Pegas zburând spre dreapta Legendă revers: Q. TITI - încadrat liniar | Muzeul Civilizației Dacice și Romane, Deva | Cimec    |
|      | Denar republican    | Datare: 90 a.Chr. Școală: Roma Descoperit: jud. Hunedoara, com. Boșorod, Piatra Roșie, Curtea casei lui Ciolea Gherasin Material: Ag                                                            | Descriere avers: Capul lui Liber, cu cunună de iederă în profil dreapta Descriere revers: Pegas zburând spre dreapta Legendă revers: Q. TITI - încadrat liniar | Muzeul Civilizației Dacice și Romane, Deva | Cimec    |
|      | Denar republican    | Datare: 90 a.Chr. Școală: Roma Descoperit: jud. Hunedoara, com. Boșorod, Piatra Roșie, Curtea casei lui Ciolea Gherasin Material: Ag                                                            | Descriere avers: Capul lui Liber, cu cunună de iederă în profil dreapta Descriere revers: Pegas zburând spre dreapta Legendă revers: Q. TITI - încadrat liniar | Muzeul Civilizației Dacice și Romane, Deva | Cimec    |
|      | Denar republican    | Datare: 90 a.Chr. Școală: Roma Descoperit: jud. Hunedoara, com. Boșorod, Piatra Roșie, Curtea casei lui Ciolea Gherasin Material: Ag                                                            | Descriere avers: Capul lui Liber, cu cunună de iederă în profil dreapta Descriere revers: Pegas zburând spre dreapta Legendă revers: Q. TITI - încadrat liniar | Muzeul Civilizației Dacice și Romane, Deva | Cimec    |
|      | Denar republican    | Datare: 90 a.Chr. Școală: Roma Descoperit: jud. Hunedoara, com. Boșorod, Piatra Roșie, Curtea casei lui Ciolea Gherasin Material: Ag                                                            | Descriere avers: Capul lui Liber, cu cunună de iederă în profil dreapta Descriere revers: Pegas zburând spre dreapta Legendă revers: Q. TITI - încadrat liniar | Muzeul Civilizației Dacice și Romane, Deva | Cimec    |
|      | Denar republican    | Datare: 90 a.Chr. Școală: Roma Descoperit: jud. Hunedoara, com. Boșorod, Piatra Roșie, Curtea casei lui Ciolea Gherasin Material: Ag                                                            | Descriere avers: Capul laureatului Apollo în profil dreapta Descriere revers: Ceres mergând spre dreapta, cu două torțe în mâini, în față un porc Legendă revers: C. VIBIVS - în spate | Muzeul Civilizației Dacice și Romane, Deva | Cimec    |
|      | Denar republican    | Datare: 90 a.Chr. Școală: Roma Descoperit: jud. Hunedoara, com. Boșorod, Piatra Roșie, Curtea casei lui Ciolea Gherasin Material: Ag                                                            | Descriere avers: Minerva în quadriga galopând spre stânga ține cu mâna dreaptă frâiele și lancea și cu stânga un trofeu, în spate o Victorie înaripată Descriere revers: Minerva în quadriga galopând spre dreapta ține cu mâna stângă un trofeu, în spate o Victorie înaripată Descriere exergă: PANSA - avers; CVIBIVS - revers Legendă revers: C. VIBIVS - în spate | Muzeul Civilizației Dacice și Romane, Deva | Cimec    |
|      | Denar republican    | Datare: 90 a.Chr. Școală: Roma Descoperit: jud. Hunedoara, com. Boșorod, Piatra Roșie, Curtea casei lui Ciolea Gherasin Material: Ag                                                            | Descriere avers: Capul laureat al lui Apollo în profil dreapta Descriere revers: Minerva în quadriga galopând spre dreapta ține cu mâna stângă frâiele și lancea și cu dreapta un trofeu, în spate o Victorie înaripată Descriere exergă: C. VIBIVS. C.F. | Muzeul Civilizației Dacice și Romane, Deva | Cimec    |
|      | Denar republican    | Datare: 90 a.Chr. Școală: Roma Descoperit: jud. Hunedoara, com. Boșorod, Piatra Roșie, Curtea casei lui Ciolea Gherasin Material: Ag                                                            | Descriere avers: Capul laureat al lui Apollo în profil dreapta Descriere revers: Minerva în quadriga galopând spre dreapta ține cu mâna stângă frâiele și lancea și cu dreapta un trofeu, în spate o Victorie înaripată Descriere exergă: C. VIBIVS. C.F. | Muzeul Civilizației Dacice și Romane, Deva | Cimec    |
|      | Denar republican    | Datare: 90 a.Chr. Școală: Roma Descoperit: jud. Hunedoara, com. Boșorod, Piatra Roșie, Curtea casei lui Ciolea Gherasin Material: Ag                                                            | Descriere avers: Capul laureat al lui Apollo în profil dreapta. Marcă de control Descriere revers: Minerva în quadriga galopând spre dreapta ține cu mâna stângă frâiele și lancea și cu dreapta un trofeu, în spate o Victorie înaripată Descriere exergă: C. VIBIVS. C.F. | Muzeul Civilizației Dacice și Romane, Deva | Cimec    |
|      | Denar republican    | Datare: 90 a.Chr. Școală: Roma Descoperit: jud. Hunedoara, com. Boșorod, Piatra Roșie, Curtea casei lui Ciolea Gherasin Material: Ag                                                            | Descriere avers: Capul laureat al lui Apollo în profil dreapta Descriere revers: Minerva în quadriga galopând spre dreapta ține cu mâna stângă frâiele și lancea iar cu dreapta un trofeu, în spate o Victorie înaripată Descriere exergă: C. VIBIVS. C.F. | Muzeul Civilizației Dacice și Romane, Deva | Cimec    |
|      | Denar republican    | Datare: 90 a.Chr. Școală: Roma Descoperit: jud. Hunedoara, com. Boșorod, Piatra Roșie, Curtea casei lui Ciolea Gherasin Material: Ag                                                            | Descriere avers: Capul laureat al lui Apollo în profil dreapta Descriere revers: Minerva în quadriga galopând spre dreapta ține cu mâna stângă frâiele și lancea iar cu dreapta un trofeu, în spate o Victorie înaripată Descriere exergă: C. VIBIVS. C.F. | Muzeul Civilizației Dacice și Romane, Deva | Cimec    |
|      | Denar republican    | Datare: 90 a.Chr. Școală: Roma Descoperit: jud. Hunedoara, com. Boșorod, Piatra Roșie, Curtea casei lui Ciolea Gherasin Material: Ag                                                            | Descriere avers: Capul laureat al lui Apollo în profil dreapta Descriere revers: Minerva în quadriga galopând spre dreapta ține cu mâna stângă frâiele și lancea iar cu dreapta un trofeu, în spate o Victorie înaripată Descriere exergă: C. VIBIVS. C.F. | Muzeul Civilizației Dacice și Romane, Deva | Cimec    |
|      | Denar republican    | Datare: 90 a.Chr. Școală: Roma Descoperit: jud. Hunedoara, com. Boșorod, Piatra Roșie, Curtea casei lui Ciolea Gherasin Material: Ag                                                            | Descriere avers: Capul laureat al lui Apollo în profil dreapta. Marcă de control Descriere revers: Minerva în quadriga galopând spre dreapta ține cu mâna stângă frâiele și lancea iar cu dreapta un trofeu, în spate o Victorie înaripată Descriere exergă: C. VIBIVS. C.F. | Muzeul Civilizației Dacice și Romane, Deva | Cimec    |
|      | Denar republican    | Datare: 90 a.Chr. Școală: Roma Descoperit: jud. Hunedoara, com. Boșorod, Piatra Roșie, Curtea casei lui Ciolea Gherasin Material: Ag                                                            | Descriere avers: Capul laureat al lui Apollo în profil dreapta Descriere revers: Minerva în quadriga galopând spre dreapta ține cu mâna stângă frâiele și lancea iar cu dreapta un trofeu, în spate o Victorie înaripată Descriere exergă: C. VIBIVS. C.F. | Muzeul Civilizației Dacice și Romane, Deva | Cimec    |
|      | Denar republican    | Datare: 90 a.Chr. Școală: Roma Descoperit: jud. Hunedoara, com. Boșorod, Piatra Roșie, Curtea casei lui Ciolea Gherasin Material: Ag                                                            | Descriere avers: Capul laureat al lui Apollo în profil dreapta Descriere revers: Minerva în quadriga galopând spre dreapta ține cu mâna stângă frâiele și lancea iar cu dreapta un trofeu, în spate o Victorie înaripată Descriere exergă: C. VIBIVS. C.F. | Muzeul Civilizației Dacice și Romane, Deva | Cimec    |
|      | Denar republican    | Datare: 90 a.Chr. Școală: Roma Descoperit: jud. Hunedoara, com. Boșorod, Piatra Roșie, Curtea casei lui Ciolea Gherasin Material: Ag                                                            | Descriere avers: Capul laureat al lui Apollo în profil dreapta. Marcă de control Descriere revers: Minerva în quadriga galopând spre dreapta ține cu mâna stângă frâiele și lancea iar cu dreapta un trofeu, în spate o Victorie înaripată Descriere exergă: C. VIBIVS. C.F. | Muzeul Civilizației Dacice și Romane, Deva | Cimec    |
|      | Denar republican    | Datare: 89 a.Chr. Școală: Roma Descoperit: jud. Hunedoara, com. Boșorod, Piatra Roșie, Curtea casei lui Ciolea Gherasin Material: Ag                                                            | Descriere avers: Bust de femeie, drapat și diademat (Roma ?) Descriere revers: Victoria înaripată, tronând spre dreapta, ține patera în mâna dreaptă și o ramură de măslin în mâna stângă pe umărul stâng Descriere exergă: ROMA - avers; VICTRIX (în ligatură) - revers | Muzeul Civilizației Dacice și Romane, Deva | Cimec    |
|      | Denar republican    | Datare: 89 a.Chr. Școală: Roma Descoperit: jud. Hunedoara, com. Boșorod, Piatra Roșie, Curtea casei lui Ciolea Gherasin Material: Ag                                                            | Descriere avers: Bust de femeie, drapat și diademat (Roma ?) Descriere revers: Victoria înaripată, tronând spre dreapta, ține patera în mâna dreaptă și o ramură de măslin în mâna stângă pe umărul stâng Descriere exergă: ROMA - avers; VICTRIX (în ligatură) - revers | Muzeul Civilizației Dacice și Romane, Deva | Cimec    |
|      | Denar republican    | Datare: 89 a.Chr. Școală: Roma Descoperit: jud. Hunedoara, com. Boșorod, Piatra Roșie, Curtea casei lui Ciolea Gherasin Material: Ag                                                            | Descriere avers: Bust de femeie, drapat și diademat (Roma ?) Descriere revers: Victoria înaripată, tronând spre dreapta, ține patera în mâna dreaptă și o ramură de măslin în mâna stângă pe umărul stâng Descriere exergă: ROMA - avers; VICTRIX (în ligatură) - revers | Muzeul Civilizației Dacice și Romane, Deva | Cimec    |
|      | Denar republican    | Datare: 89 a.Chr. Școală: Roma Descoperit: jud. Hunedoara, com. Boșorod, Piatra Roșie, Curtea casei lui Ciolea Gherasin Material: Ag                                                            | Descriere avers: Capul cu barbă al regelui sabin Tatius în profil dreapta Descriere revers: Răpirea sabinelor Descriere exergă: L.TITVRI | Muzeul Civilizației Dacice și Romane, Deva | Cimec    |
|      | Denar republican    | Datare: 89 a.Chr. Școală: Roma Descoperit: jud. Hunedoara, com. Boșorod, Piatra Roșie, Curtea casei lui Ciolea Gherasin Material: Ag                                                            | Descriere avers: Capul cu barbă al regelui sabin Tatius în profil dreapta Descriere revers: Răpirea sabinelor Descriere exergă: L.TITVRI | Muzeul Civilizației Dacice și Romane, Deva | Cimec    |
|      | Denar republican    | Datare: 89 a.Chr. Școală: Roma Descoperit: jud. Hunedoara, com. Boșorod, Piatra Roșie, Curtea casei lui Ciolea Gherasin Material: Ag                                                            | Descriere avers: Capul cu barbă al regelui sabin Tatius în profil dreapta. Ramură de măslin Descriere revers: Răpirea sabinelor Descriere exergă: L.TITVRI | Muzeul Civilizației Dacice și Romane, Deva | Cimec    |
|      | Denar republican    | Datare: 89 a.Chr. Școală: Roma Descoperit: jud. Hunedoara, com. Boșorod, Piatra Roșie, Curtea casei lui Ciolea Gherasin Material: Ag                                                            | Descriere avers: Capul cu barbă al regelui sabin Tatius în profil dreapta. În față ramură de măslin Descriere revers: Uciderea Tarpeei, deasupra semilună Descriere exergă: L.TITVRI | Muzeul Civilizației Dacice și Romane, Deva | Cimec    |
|      | Denar republican    | Datare: 89 a.Chr. Școală: Roma Descoperit: jud. Hunedoara, com. Boșorod, Piatra Roșie, Curtea casei lui Ciolea Gherasin Material: Ag                                                            | Descriere avers: Capul cu barbă al regelui sabin Tatius în profil dreapta. În față ramură de măslin Descriere revers: Uciderea Tarpeei, deasupra semilună Descriere exergă: L.TITVRI | Muzeul Civilizației Dacice și Romane, Deva | Cimec    |
|      | Denar republican    | Datare: 89 a.Chr. Școală: Roma Descoperit: jud. Hunedoara, com. Boșorod, Piatra Roșie, Curtea casei lui Ciolea Gherasin Material: Ag                                                            | Descriere avers: Capul cu barbă al regelui sabin Tatius în profil dreapta. În față ramură de măslin Descriere revers: Uciderea Tarpeei, deasupra semilună Descriere exergă: L.TITVRI | Muzeul Civilizației Dacice și Romane, Deva | Cimec    |
|      | Denar republican    | Datare: 89 a.Chr. Școală: Roma Descoperit: jud. Hunedoara, com. Boșorod, Piatra Roșie, Curtea casei lui Ciolea Gherasin Material: Ag                                                            | Descriere avers: Capul cu barbă al regelui sabin Tatius în profil dreapta Descriere revers: Victoria în biga galopând spre dreapta ține în mâna stângă frâiele iar în dreapta o cunună Descriere exergă: L.TITVRI | Muzeul Civilizației Dacice și Romane, Deva | Cimec    |
|      | Denar republican    | Datare: 89 a.Chr. Școală: Roma Descoperit: jud. Hunedoara, com. Boșorod, Piatra Roșie, Curtea casei lui Ciolea Gherasin Material: Ag                                                            | Descriere avers: Capul cu barbă al regelui sabin Tatius în profil dreapta Descriere revers: Victoria în biga galopând spre dreapta ține în mâna stângă frâiele iar în dreapta o cunună Descriere exergă: L.TITVRI | Muzeul Civilizației Dacice și Romane, Deva | Cimec    |
|      | Denar republican    | Datare: 89 a.Chr. Școală: Roma Descoperit: jud. Hunedoara, com. Boșorod, Piatra Roșie, Curtea casei lui Ciolea Gherasin Material: Ag                                                            | Descriere avers: Capul cu barbă al regelui sabin Tatius în profil dreapta Descriere revers: Victoria în biga galopând spre dreapta ține în mâna stângă frâiele iar în dreapta o cunună Descriere exergă: L.TITVRI | Muzeul Civilizației Dacice și Romane, Deva | Cimec    |
|      | Denar republican    | Datare: 88 a.Chr. Școală: Roma Descoperit: jud. Hunedoara, com. Boșorod, Piatra Roșie, Curtea casei lui Ciolea Gherasin Material: Ag                                                            | Descriere avers: Capul lui Marte, cu coif corintic, întors puțin spre dreapta, cu lancea în mâna stângă și spada pe umărul drept Descriere revers: Victoria în biga galopând spre dreapta ține frâiele cu mâna stângă și o cunună cu dreapta Descriere exergă: CN. LENTVL. | Muzeul Civilizației Dacice și Romane, Deva | Cimec    |
|      | Denar republican    | Datare: 88 a.Chr. Școală: Roma Descoperit: jud. Hunedoara, com. Boșorod, Piatra Roșie, Curtea casei lui Ciolea Gherasin Material: Ag                                                            | Descriere avers: Capul lui Marte, cu coif corintic, întors puțin spre dreapta, cu lancea în mâna stângă și spada pe umărul drept Descriere revers: Victoria în biga galopând spre dreapta ține frâiele cu mâna stângă și o cunună cu dreapta Descriere exergă: CN. LENTVL. | Muzeul Civilizației Dacice și Romane, Deva | Cimec    |
|      | Denar republican    | Datare: 88 a.Chr. Școală: Roma Descoperit: jud. Hunedoara, com. Boșorod, Piatra Roșie, Curtea casei lui Ciolea Gherasin Material: Ag                                                            | Descriere avers: Capul lui Marte, cu coif corintic, întors puțin spre dreapta, cu lancea în mâna stângă și spada pe umărul drept Descriere revers: Victoria în biga galopând spre dreapta ține frâiele cu mâna stângă și o cunună cu dreapta Descriere exergă: CN. LENTVL. | Muzeul Civilizației Dacice și Romane, Deva | Cimec    |
|      | Denar republican    | Datare: 88 a.Chr. Școală: Roma Descoperit: jud. Hunedoara, com. Boșorod, Piatra Roșie, Curtea casei lui Ciolea Gherasin Material: Ag                                                            | Descriere avers: Capetele pereche ale lui Numma Pompilius (cu barbă) și Ancus Marcius (fără barbă), în profil spre dreapta Descriere revers: Desultor, în galop spre dreapta, purtând bonetă conică și ținând biciul cu mâna dreaptă Descriere exergă: C. CENSO | Muzeul Civilizației Dacice și Romane, Deva | Cimec    |
|      | Denar republican    | Datare: 88 a.Chr. Școală: Roma Descoperit: jud. Hunedoara, com. Boșorod, Piatra Roșie, Curtea casei lui Ciolea Gherasin Material: Ag                                                            | Descriere avers: Capetele pereche ale lui Numma Pompilius (cu barbă) și Ancus Marcius (fără barbă), în profil spre dreapta Descriere revers: Desultor, în galop spre dreapta, purtând bonetă conică și ținând biciul cu mâna dreaptă Descriere exergă: C. CENSO | Muzeul Civilizației Dacice și Romane, Deva | Cimec    |
|      | Denar republican    | Datare: 88 a.Chr. Școală: Roma Descoperit: jud. Hunedoara, com. Boșorod, Piatra Roșie, Curtea casei lui Ciolea Gherasin Material: Ag                                                            | Descriere avers: Capetele pereche ale lui Numma Pompilius (cu barbă) și Ancus Marcius (fără barbă), în profil spre dreapta Descriere revers: Desultor, în galop spre dreapta, purtând bonetă conică și ținând biciul cu mâna dreaptă Descriere exergă: C. CENSO | Muzeul Civilizației Dacice și Romane, Deva | Cimec    |
|      | Denar republican    | Datare: 87 a.Chr. Școală: Roma Descoperit: jud. Hunedoara, com. Boșorod, Piatra Roșie, Curtea casei lui Ciolea Gherasin Material: Ag                                                            | Descriere avers: Capul laureat al lui Jupiter în profil dreapta, cu sceptrul pe umăr Descriere revers: Quadriga trimfală (cu părțile laterale decorate cu fulger), la pas spre dreapta. Deasupra zboară o Victorie înaripată cu cunună Descriere exergă: L. RVBRI | Muzeul Civilizației Dacice și Romane, Deva | Cimec    |
|      | Denar republican    | Datare: 87 a.Chr. Școală: Roma Descoperit: jud. Hunedoara, com. Boșorod, Piatra Roșie, Curtea casei lui Ciolea Gherasin Material: Ag                                                            | Descriere avers: Capul laureat al lui Saturn în profil dreapta, în spate harphă Descriere revers: Venus în biga la pas spre dreapta, ține sceptrul cu mâna stângă și frâiele cu ambele mâini. Deasupra zboară un Cupidon cu cunună Descriere exergă: L.C.MEMIES L. F. / GAL | Muzeul Civilizației Dacice și Romane, Deva | Cimec    |
|      | Denar republican    | Datare: 86 a.Chr. Școală: Roma Descoperit: jud. Hunedoara, com. Boșorod, Piatra Roșie, Curtea casei lui Ciolea Gherasin Material: Ag                                                            | Descriere avers: Capul lui Apollo purtând cunună din frunză de stejar în profil dreapta; sub gât fulger Descriere revers: Jupiter în quadriga galopând spre dreapta ține frâiele cu mâna stângă și aruncă fulgerele cu dreapta | Muzeul Civilizației Dacice și Romane, Deva | Cimec    |
|      | Denar republican    | Datare: 86 a.Chr. Școală: Roma Descoperit: jud. Hunedoara, com. Boșorod, Piatra Roșie, Curtea casei lui Ciolea Gherasin Material: Ag                                                            | Descriere avers: Capul lui Apollo purtând cunună din frunză de stejar în profil dreapta; sub gât fulger Descriere revers: Jupiter în quadriga galopând spre dreapta ține frâiele cu mâna stângă și aruncă fulgerele cu dreapta | Muzeul Civilizației Dacice și Romane, Deva | Cimec    |
|      | Denar republican    | Datare: 86 a.Chr. Școală: Roma Descoperit: jud. Hunedoara, com. Boșorod, Piatra Roșie, Curtea casei lui Ciolea Gherasin Material: Ag                                                            | Descriere avers: Capul lui Apollo purtând cunună din frunză de stejar în profil dreapta; sub gât fulger Descriere revers: Jupiter în quadriga galopând spre dreapta ține frâiele cu mâna stângă și aruncă fulgerele cu dreapta | Muzeul Civilizației Dacice și Romane, Deva | Cimec    |
|      | Denar republican    | Datare: 86 a.Chr. Școală: Roma Descoperit: jud. Hunedoara, com. Boșorod, Piatra Roșie, Curtea casei lui Ciolea Gherasin Material: Ag                                                            | Descriere avers: Capul lui Apollo purtând cunună din frunză de stejar în profil dreapta; sub gât fulger Descriere revers: Jupiter în quadriga galopând spre dreapta ține frâiele cu mâna stângă și aruncă fulgerele cu dreapta | Muzeul Civilizației Dacice și Romane, Deva | Cimec    |
|      | Denar republican    | Datare: 86 a.Chr. Școală: Roma Descoperit: jud. Hunedoara, com. Boșorod, Piatra Roșie, Curtea casei lui Ciolea Gherasin Material: Ag                                                            | Descriere avers: Capul lui Apollo purtând cunună din frunză de stejar în profil dreapta; sub gât fulger Descriere revers: Jupiter în quadriga galopând spre dreapta ține frâiele cu mâna stângă și aruncă fulgerele cu dreapta | Muzeul Civilizației Dacice și Romane, Deva | Cimec    |
|      | Denar republican    | Datare: 86 a.Chr. Școală: Roma Descoperit: jud. Hunedoara, com. Boșorod, Piatra Roșie, Curtea casei lui Ciolea Gherasin Material: Ag                                                            | Descriere avers: Capul lui Apollo purtând cunună din frunză de stejar în profil dreapta; sub gât fulger Descriere revers: Jupiter în quadriga galopând spre dreapta ține frâiele cu mâna stângă și aruncă fulgerele cu dreapta | Muzeul Civilizației Dacice și Romane, Deva | Cimec    |
|      | Denar republican    | Datare: 86 a.Chr. Școală: Roma Descoperit: jud. Hunedoara, com. Boșorod, Piatra Roșie, Curtea casei lui Ciolea Gherasin Material: Ag                                                            | Descriere avers: Capul lui Apollo purtând cunună din frunză de stejar în profil dreapta; sub gât fulger Descriere revers: Jupiter în quadriga galopând spre dreapta ține frâiele cu mâna stângă și aruncă fulgerele cu dreapta | Muzeul Civilizației Dacice și Romane, Deva | Cimec    |
|      | Denar republican    | Datare: 86 a.Chr. Școală: Roma Descoperit: jud. Hunedoara, com. Boșorod, Piatra Roșie, Curtea casei lui Ciolea Gherasin Material: Ag                                                            | Descriere avers: Bustul lui Ceres, drapată, purtând cunună de spice în profil dreapta Descriere revers: Două persoane masculine stând pe o bancă (sub sellium), în dreapta spic Descriere exergă: M. FAN L. CRT Legendă revers: P.A. - în stânga | Muzeul Civilizației Dacice și Romane, Deva | Cimec    |
|      | Denar republican    | Datare: 86 a.Chr. Școală: Roma Descoperit: jud. Hunedoara, com. Boșorod, Piatra Roșie, Curtea casei lui Ciolea Gherasin Material: Ag                                                            | Descriere avers: Bustul lui Ceres, drapată, purtând cunună de spice în profil dreapta Descriere revers: Două persoane masculine stând pe o bancă (sub sellium), în dreapta spic Descriere exergă: M. FAN L. CRT Legendă revers: P.A. - în stânga | Muzeul Civilizației Dacice și Romane, Deva | Cimec    |
|      | Denar republican    | Datare: 85 a.Chr. Școală: Roma Descoperit: jud. Hunedoara, com. Boșorod, Piatra Roșie, Curtea casei lui Ciolea Gherasin Material: Ag                                                            | Descriere avers: Cap masculin, în profil dreapta, cu atributele lui Apollo, Mercur și Neptun. Marcă de control Descriere revers: Victoria în quadriga galopând spre dreapta, ține frâiele cu mâna stângă și o cunună cu cea dreaptă Descriere exergă: L. IVLI BRVSIO | Muzeul Civilizației Dacice și Romane, Deva | Cimec    |
|      | Denar republican    | Datare: 85 a.Chr. Școală: Roma Descoperit: jud. Hunedoara, com. Boșorod, Piatra Roșie, Curtea casei lui Ciolea Gherasin Material: Ag                                                            | Descriere avers: Cap masculin, în profil dreapta, cu atributele lui Apollo, Mercur și Neptun. Marcă de control Descriere revers: Victoria în quadriga galopând spre dreapta, ține frâiele cu mâna stângă și o cunună cu cea dreaptă. Marcă de control Descriere exergă: L. IVLI BRVSIO | Muzeul Civilizației Dacice și Romane, Deva | Cimec    |
|      | Denar republican    | Datare: 85 a.Chr. Școală: Roma Descoperit: jud. Hunedoara, com. Boșorod, Piatra Roșie, Curtea casei lui Ciolea Gherasin Material: Ag                                                            | Descriere avers: Cap masculin, în profil dreapta, cu atributele lui Apollo, Mercur și Neptun. Marcă de control Descriere revers: Victoria în quadriga galopând spre dreapta, ține frâiele cu mâna stângă și o cunună cu cea dreaptă. Marcă de control Descriere exergă: L. IVLI BRVSIO | Muzeul Civilizației Dacice și Romane, Deva | Cimec    |
|      | Denar republican    | Datare: 85 a.Chr. Școală: Roma Descoperit: jud. Hunedoara, com. Boșorod, Piatra Roșie, Curtea casei lui Ciolea Gherasin Material: Ag                                                            | Descriere avers: Cap masculin, în profil dreapta, cu atributele lui Apollo, Mercur și Neptun. Marcă de control Descriere revers: Victoria în quadriga galopând spre dreapta, ține frâiele cu mâna stângă și o cunună cu cea dreaptă. Marcă de control Descriere exergă: L. IVLI BRVSIO | Muzeul Civilizației Dacice și Romane, Deva | Cimec    |
|      | Denar republican    | Datare: 85 a.Chr. Școală: Roma Descoperit: jud. Hunedoara, com. Boșorod, Piatra Roșie, Curtea casei lui Ciolea Gherasin Material: Ag                                                            | Descriere avers: Cap masculin, în profil dreapta, cu atributele lui Apollo, Mercur și Neptun. Marcă de control Descriere revers: Victoria în quadriga galopând spre dreapta, ține frâiele cu mâna stângă și o cunună cu cea dreaptă. Marcă de control Descriere exergă: L. IVLI BRVSIO | Muzeul Civilizației Dacice și Romane, Deva | Cimec    |
|      | Denar republican    | Datare: 85 a.Chr. Școală: Roma Descoperit: jud. Hunedoara, com. Boșorod, Piatra Roșie, Curtea casei lui Ciolea Gherasin Material: Ag                                                            | Descriere avers: Cap masculin, în profil dreapta, cu atributele lui Apollo, Mercur și Neptun. Marcă de control Descriere revers: Victoria în quadriga galopând spre dreapta, ține frâiele cu mâna stângă și o cunună cu cea dreaptă. Marcă de control Descriere exergă: L. IVLI BRVSIO | Muzeul Civilizației Dacice și Romane, Deva | Cimec    |
|      | Denar republican    | Datare: 85 a.Chr. Școală: Roma Descoperit: jud. Hunedoara, com. Boșorod, Piatra Roșie, Curtea casei lui Ciolea Gherasin Material: Ag                                                            | Descriere avers: Capul lui Apollo, laureat, în profil dreapta. Mănunchi de fulgere Descriere revers: Cupidon călărind o capră, spre dreapta. Deasupra bonetele Dioscurilor. De jur-împrejur cunună de lauri Descriere exergă: Thyrsus | Muzeul Civilizației Dacice și Romane, Deva | Cimec    |
|      | Denar republican    | Datare: 84 a.Chr. Școală: Roma Descoperit: jud. Hunedoara, com. Boșorod, Piatra Roșie, Curtea casei lui Ciolea Gherasin Material: Ag                                                            | Descriere avers: Bustul lui Apollo, văzut din spate, cu capul întors spre stânga, ține fulgerul cu mâna dreaptă Descriere revers: Minerva în quadriga galopând spre dreapta, ține scutul cu mâna stângă și lancea cu mâna dreaptă Descriere exergă: C. LICINIVS. L. F. / MACER | Muzeul Civilizației Dacice și Romane, Deva | Cimec    |
|      | Denar republican    | Datare: 84 a.Chr. Școală: Roma Descoperit: jud. Hunedoara, com. Boșorod, Piatra Roșie, Curtea casei lui Ciolea Gherasin Material: Ag                                                            | Descriere avers: Bustul lui Apollo, văzut din spate, cu capul întors spre stânga, ține fulgerul cu mâna dreaptă Descriere revers: Minerva în quadriga galopând spre dreapta, ține scutul cu mâna stângă și lancea cu mâna dreaptă Descriere exergă: C. LICINIVS. L. F. / MACER | Muzeul Civilizației Dacice și Romane, Deva | Cimec    |
|      | Denar republican    | Datare: 84 a.Chr. Școală: Roma Descoperit: jud. Hunedoara, com. Boșorod, Piatra Roșie, Curtea casei lui Ciolea Gherasin Material: Ag                                                            | Descriere avers: Bustul lui Apollo, văzut din spate, cu capul întors spre stânga, ține fulgerul cu mâna dreaptă Descriere revers: Minerva în quadriga galopând spre dreapta, ține scutul cu mâna stângă și lancea cu mâna dreaptă Descriere exergă: C. LICINIVS. L. F. / MACER | Muzeul Civilizației Dacice și Romane, Deva | Cimec    |
|      | Denar republican    | Datare: 84 a.Chr. Școală: Roma Descoperit: jud. Hunedoara, com. Boșorod, Piatra Roșie, Curtea casei lui Ciolea Gherasin Material: Ag                                                            | Descriere avers: Capul Cybelei, purtând coroană cu turnuri, în profil dreapta. Picior de om Descriere revers: Scaun curul Descriere exergă: CRASSIPES Legendă revers: P.FOVRIVS - inscripționat pe scaun | Muzeul Civilizației Dacice și Romane, Deva | Cimec    |
|      | Denar republican    | Datare: 83 a.Chr. Școală: Roma Descoperit: jud. Hunedoara, com. Boșorod, Piatra Roșie, Curtea casei lui Ciolea Gherasin Material: Ag                                                            | Descriere avers: Capul lui Venus, purtând diademă, în profil spre dreapta. Marcă de control Descriere revers: Proră, fascie cu topor, caduceu și spic cu boabe | Muzeul Civilizației Dacice și Romane, Deva | Cimec    |
|      | Denar republican    | Datare: 83 a.Chr. Școală: Roma Descoperit: jud. Hunedoara, com. Boșorod, Piatra Roșie, Curtea casei lui Ciolea Gherasin Material: Ag                                                            | Descriere avers: Capul lui Venus, purtând diademă, în profil spre dreapta. Marcă de control Descriere revers: Proră, fascie cu topor, caduceu și spic cu boabe | Muzeul Civilizației Dacice și Romane, Deva | Cimec    |
|      | Denar republican    | Datare: 83 a.Chr. Școală: Roma Descoperit: jud. Hunedoara, com. Boșorod, Piatra Roșie, Curtea casei lui Ciolea Gherasin Material: Ag                                                            | Descriere avers: Capul lui Venus, purtând diademă, în profil spre dreapta. Marcă de control Descriere revers: Proră, fascie cu topor, caduceu și spic cu boabe | Muzeul Civilizației Dacice și Romane, Deva | Cimec    |
|      | Serrati             | Datare: 83 - 82 a.Chr. Școală: Roma Descoperit: jud. Hunedoara, com. Boșorod, Piatra Roșie, Curtea casei lui Ciolea Gherasin Material: Ag                                                       | Descriere avers: Capul laureat și cu barbă al lui Jupiter, în profil spre dreapta. Marcă de control Descriere revers: Victoria în quadriga galopând spre dreapta, ține frâiele și o ramură de palmier în mâna stângă și o cunună în dreapta Descriere exergă: Q.ANTO.BALB (în ligatură) - PR. | Muzeul Civilizației Dacice și Romane, Deva | Cimec    |
|      | Serrati             | Datare: 83 - 82 a.Chr. Școală: Roma Descoperit: jud. Hunedoara, com. Boșorod, Piatra Roșie, Curtea casei lui Ciolea Gherasin Material: Ag                                                       | Descriere avers: Capul laureat și cu barbă al lui Jupiter, în profil spre dreapta Descriere revers: Victoria în quadriga galopând spre dreapta, ține frâiele și o ramură de palmier în mâna stângă și o cunună în dreapta. Marcă de control Descriere exergă: Q.ANTO.BALB (în ligatură) - PR. | Muzeul Civilizației Dacice și Romane, Deva | Cimec    |
|      | Serrati             | Datare: 83 - 82 a.Chr. Școală: Roma Descoperit: jud. Hunedoara, com. Boșorod, Piatra Roșie, Curtea casei lui Ciolea Gherasin Material: Ag                                                       | Descriere avers: Capul laureat și cu barbă al lui Jupiter, în profil spre dreapta Descriere revers: Victoria în quadriga galopând spre dreapta, ține frâiele și o ramură de palmier în mâna stângă și o cunună în dreapta. Marcă de control Descriere exergă: Q.ANTO.BALB (în ligatură) - PR. | Muzeul Civilizației Dacice și Romane, Deva | Cimec    |
|      | Serrati             | Datare: 83 - 82 a.Chr. Școală: Roma Descoperit: jud. Hunedoara, com. Boșorod, Piatra Roșie, Curtea casei lui Ciolea Gherasin Material: Ag                                                       | Descriere avers: Capul laureat și cu barbă al lui Jupiter, în profil spre dreapta. Marcă de control Descriere revers: Victoria în quadriga galopând spre dreapta, ține frâiele și o ramură de palmier în mâna stângă și o cunună în dreapta Descriere exergă: Q.ANTO.BALB (în ligatură) - PR. | Muzeul Civilizației Dacice și Romane, Deva | Cimec    |
|      | Denar republican    | Datare: 82 a.Chr. Școală: Roma Descoperit: jud. Hunedoara, com. Boșorod, Piatra Roșie, Curtea casei lui Ciolea Gherasin Material: Ag                                                            | Descriere avers: Bustul lui Venus drapat, purtând diademă și văl, în profil dreapta Descriere revers: Venus în biga galopând spre dreapta, ține frâiele cu mâna dreaptă și o țepușă în stânga. Marcă de control Descriere exergă: P. CREPVSI Legendă revers: C. LiMETA (în ligatură) - dedesubt | Muzeul Civilizației Dacice și Romane, Deva | Cimec    |
|      | Denar republican    | Datare: 82 a.Chr. Școală: Roma Descoperit: jud. Hunedoara, com. Boșorod, Piatra Roșie, Curtea casei lui Ciolea Gherasin Material: Ag                                                            | Descriere avers: Bustul lui Venus drapat, purtând diademă și văl, în profil dreapta Descriere revers: Venus în biga galopând spre dreapta, ține frâiele cu mâna dreaptă și o țepușă în stânga. Marcă de control Descriere exergă: P. CREPVSI Legendă revers: C. LiMETA (în ligatură) - dedesubt | Muzeul Civilizației Dacice și Romane, Deva | Cimec    |
|      | Denar republican    | Datare: 82 a.Chr. Școală: Roma Descoperit: jud. Hunedoara, com. Boșorod, Piatra Roșie, Curtea casei lui Ciolea Gherasin Material: Ag                                                            | Descriere avers: Capul laureat al lui Apollo (?), în profil dreapta, purtând sceptrul pe umărul stâng. Marcă de control Descriere revers: Călăreț în galop spre dreapta rotind spada cu mâna dreaptă. Marcă de control Descriere exergă: P. CREPVSI | Muzeul Civilizației Dacice și Romane, Deva | Cimec    |
|      | Denar republican    | Datare: 82 a.Chr. Școală: Roma Descoperit: jud. Hunedoara, com. Boșorod, Piatra Roșie, Curtea casei lui Ciolea Gherasin Material: Ag                                                            | Descriere avers: Capul laureat al lui Apollo (?), în profil dreapta, purtând sceptrul pe umărul stâng. Marcă de control Descriere revers: Călăreț în galop spre dreapta rotind spada cu mâna dreaptă. Marcă de control Descriere exergă: P. CREPVSI | Muzeul Civilizației Dacice și Romane, Deva | Cimec    |
|      | Denar republican    | Datare: 82 a.Chr. Școală: Roma Descoperit: jud. Hunedoara, com. Boșorod, Piatra Roșie, Curtea casei lui Ciolea Gherasin Material: Ag                                                            | Descriere avers: Capul laureat al lui Apollo (?), în profil dreapta, purtând sceptrul pe umărul stâng. Marcă de control Descriere revers: Călăreț în galop spre dreapta rotind spada cu mâna dreaptă. Marcă de control Descriere exergă: P. CREPVSI | Muzeul Civilizației Dacice și Romane, Deva | Cimec    |
|      | Serrati             | Datare: 82 a.Chr. Școală: Roma Descoperit: jud. Hunedoara, com. Boșorod, Piatra Roșie, Curtea casei lui Ciolea Gherasin Material: Ag                                                            | Descriere avers: Bustul lui Mercur, drapat și cu caduceu pe umăr în profil spre dreapta. Marcă de control Descriere revers: Ulise mergând spre dreapta, ține toiagul în mâna stângă și cu dreapta arată spre câinele său Argus Legendă revers: C. MAMIL (în stânga, pe verticală); LIMETAN (în ligatură) - în dreapta vertical | Muzeul Civilizației Dacice și Romane, Deva | Cimec    |
|      | Denar republican    | Datare: 82 a.Chr. Școală: Roma Descoperit: jud. Hunedoara, com. Boșorod, Piatra Roșie, Curtea casei lui Ciolea Gherasin Material: Ag                                                            | Descriere avers: Capul laureat al lui Apollo, în profil spre dreapta Descriere revers: Satirul Marsias, chel, mergând spre stânga, cu arma ridicată și cu burduful de vin pe umărul stâng. În stânga lui o columnă cu statuia Victoriei Legendă revers: L. CENSOR - în față, vertical | Muzeul Civilizației Dacice și Romane, Deva | Cimec    |
|      | Denar republican    | Datare: 82 a.Chr. Școală: Roma Descoperit: jud. Hunedoara, com. Boșorod, Piatra Roșie, Curtea casei lui Ciolea Gherasin Material: Ag                                                            | Descriere avers: Capul laureat al lui Apollo, în profil spre dreapta Descriere revers: Satirul Marsias, chel, mergând spre stânga, cu arma ridicată și cu burduful de vin pe umărul stâng. În stânga lui o columnă cu statuia Victoriei Legendă revers: L. CENSOR - în față, vertical | Muzeul Civilizației Dacice și Romane, Deva | Cimec    |
|      | Denar republican    | Datare: 82 a.Chr. Școală: Monetărie itinerantă cu Sulla Descoperit: jud. Hunedoara, com. Boșorod, Piatra Roșie, Curtea casei lui Ciolea Gherasin Material: Ag                                   | Descriere avers: Roma cu cască înaripată în profil spre dreapta Descriere revers: Triumphator în quadriga la pas spre dreapta, ține frâiele cu mâna stângă și un caduceu în dreapta. O Victorie înaripată, în zbor, îl încoronează Descriere exergă: L. SVLLA IMP. | Muzeul Civilizației Dacice și Romane, Deva | Cimec    |
|      | Denar republican    | Datare: 82 a.Chr. Școală: Monetărie itinerantă cu Sulla Descoperit: jud. Hunedoara, com. Boșorod, Piatra Roșie, Curtea casei lui Ciolea Gherasin Material: Ag                                   | Descriere avers: Roma cu cască înaripată în profil spre dreapta Descriere revers: Triumphator în quadriga la pas spre dreapta, ține frâiele cu mâna stângă și un caduceu în dreapta. O Victorie înaripată, în zbor, îl încoronează Descriere exergă: L. SVLLA IMP. | Muzeul Civilizației Dacice și Romane, Deva | Cimec    |
|      | Denar republican    | Datare: 82 a.Chr. Școală: Monetărie itinerantă cu Sulla Descoperit: jud. Hunedoara, com. Boșorod, Piatra Roșie, Curtea casei lui Ciolea Gherasin Material: Ag                                   | Descriere avers: Roma cu cască înaripată în profil spre dreapta Descriere revers: Triumphator în quadriga la pas spre dreapta, ține frâiele cu mâna stângă și un caduceu în dreapta. O Victorie înaripată, în zbor, îl încoronează Descriere exergă: L. SVLLA IMP. | Muzeul Civilizației Dacice și Romane, Deva | Cimec    |
|      | Denar republican    | Datare: 82 a.Chr. Școală: Monetărie itinerantă cu Sulla Descoperit: jud. Hunedoara, com. Boșorod, Piatra Roșie, Curtea casei lui Ciolea Gherasin Material: Ag                                   | Descriere avers: Roma cu cască înaripată în profil spre dreapta Descriere revers: Triumphator în quadriga la pas spre dreapta, ține frâiele cu mâna stângă și un caduceu în dreapta. O Victorie înaripată, în zbor, îl încoronează Descriere exergă: L. SVLLA IMP. | Muzeul Civilizației Dacice și Romane, Deva | Cimec    |
|      | Denar republican    | Datare: 82 - 81 a.Chr. Școală: Monetărienordul Italiei și Spania Descoperit: jud. Hunedoara, com. Boșorod, Piatra Roșie, Curtea casei lui Ciolea Gherasin Material: Ag                          | Descriere avers: Bust feminin (Annia Perenna ?) drapat și purtând diademă, în profil spre dreapta. Marcă de control Descriere revers: Victoria înaripată în quadriga galopând spre dreapta ține frâiele în mâna stângă și ramură de palmier cu dreapta Descriere exergă: L. FABI. L. F. HISP. | Muzeul Civilizației Dacice și Romane, Deva | Cimec    |
|      | Serrati             | Datare: 81 a.Chr. Școală: Monetărie auxiliară italiană Descoperit: jud. Hunedoara, com. Boșorod, Piatra Roșie, Curtea casei lui Ciolea Gherasin Material: Ag                                    | Descriere avers: Bustul drapat al Dianei, spre dreapta, cu arcul și săgețile spre umăr. Deasupra capului un bucraniu Descriere revers: Promontoriu pe care se află un altar, cu flacăra arzând, în stânga altarului un bou, în dreapta o figură togată ce ține un aspergillum deasupra boului Legendă revers: A. POST. A. F. SN ALBIN (în ligatură) - semicircular | Muzeul Civilizației Dacice și Romane, Deva | Cimec    |
|      | Serrati             | Datare: 81 a.Chr. Școală: Roma Descoperit: jud. Hunedoara, com. Boșorod, Piatra Roșie, Curtea casei lui Ciolea Gherasin Material: Ag                                                            | Descriere avers: Capul Hispaniei, purtând voal, în profil spre dreapta Descriere revers: Roman în togă între o aquila legionară și o fascie cu secure Descriere exergă: POST. A. F / S. N Legendă revers: A / ALBIN (în ligatură) - în câmp | Muzeul Civilizației Dacice și Romane, Deva | Cimec    |
|      | Denar republican    | Datare: 81 a.Chr. Școală: Roma Descoperit: jud. Hunedoara, com. Boșorod, Piatra Roșie, Curtea casei lui Ciolea Gherasin Material: Ag                                                            | Descriere avers: Capul Hispaniei, purtând voal, în profil spre dreapta Descriere revers: Roman în togă între o aquila legionară și o fascie cu secure Descriere exergă: POST. A. F / S. N Legendă revers: A / ALBIN (în ligatură) - în câmp | Muzeul Civilizației Dacice și Romane, Deva | Cimec    |
|      | Denar republican    | Datare: 81 a.Chr. Școală: Roma Descoperit: jud. Hunedoara, com. Boșorod, Piatra Roșie, Curtea casei lui Ciolea Gherasin Material: Ag                                                            | Descriere avers: Capul Hispaniei, purtând voal, în profil spre dreapta Descriere revers: Roman în togă între o aquila legionară și o fascie cu secure Descriere exergă: POST. A. F / S. N Legendă revers: A / ALBIN (în ligatură) - în câmp | Muzeul Civilizației Dacice și Romane, Deva | Cimec    |
|      | Serrati             | Datare: 81 a.Chr. Școală: Roma Descoperit: jud. Hunedoara, com. Boșorod, Piatra Roșie, Curtea casei lui Ciolea Gherasin Material: Ag                                                            | Descriere avers: Bustul drapat al lui Ceres, cu cunună de spice pe cap, în profil spre dreapta. Numeral și simbol de control Descriere revers: Plugar arând cu plugul tras de o pereche de boi, spre stânga. Numeral de control Descriere exergă: C. MARI C. F. / SC. | Muzeul Civilizației Dacice și Romane, Deva | Cimec    |
|      | Serrati             | Datare: 81 a.Chr. Școală: Roma Descoperit: jud. Hunedoara, com. Boșorod, Piatra Roșie, Curtea casei lui Ciolea Gherasin Material: Ag                                                            | Descriere avers: Bustul drapat al lui Ceres, cu cunună de spice pe cap, în profil spre dreapta. Numeral și simbol de control Descriere revers: Plugar arând cu plugul tras de o pereche de boi, spre stânga. Numeral de control Descriere exergă: C. MARI C. F. / SC. | Muzeul Civilizației Dacice și Romane, Deva | Cimec    |
|      | Denar republican    | Datare: 80 a.Chr. Școală: Roma Descoperit: jud. Hunedoara, com. Boșorod, Piatra Roșie, Curtea casei lui Ciolea Gherasin Material: Ag                                                            | Descriere avers: Capul laureat al lui Jupiter în profil spre dreapta Descriere revers: Juno Sospita, mergând spre dreapta, ține în mâna stângă scutul iar cu dreapta aruncă lancea. În fața ei, la picioare, un șarpe Legendă revers: L. PROCILI / F. - în spate | Muzeul Civilizației Dacice și Romane, Deva | Cimec    |
|      | Denar republican    | Datare: 80 a.Chr. Școală: Roma Descoperit: jud. Hunedoara, com. Boșorod, Piatra Roșie, Curtea casei lui Ciolea Gherasin Material: Ag                                                            | Descriere avers: Capul laureat al lui Jupiter în profil spre dreapta Descriere revers: Juno Sospita, mergând spre dreapta, ține în mâna stângă scutul iar cu dreapta aruncă lancea. În fața ei, la picioare, un șarpe Legendă revers: L. PROCILI / F. - în spate | Muzeul Civilizației Dacice și Romane, Deva | Cimec    |
|      | Serrati             | Datare: 80 a.Chr. Școală: Roma Descoperit: jud. Hunedoara, com. Boșorod, Piatra Roșie, Curtea casei lui Ciolea Gherasin Material: Ag                                                            | Descriere avers: Bustul lui Juno Sospita cu piele de capră în cap, în profil dreapta Descriere revers: Juno Sospita în biga galopând spre dreapta, ține cu mâna stângă scutul iar cu dreapta aruncă lancea. Sub burta cailor este un șarpe Descriere exergă: L. PROCILI. F. | Muzeul Civilizației Dacice și Romane, Deva | Cimec    |
|      | Serrati             | Datare: 80 a.Chr. Școală: Roma Descoperit: jud. Hunedoara, com. Boșorod, Piatra Roșie, Curtea casei lui Ciolea Gherasin Material: Ag                                                            | Descriere avers: Bustul drapat al Romei, purtând coiful cu pene, în profil spre dreapta. Marcă de control Descriere revers: Hercule nud stangulând Leul din Nemeea. În față arcul și tolba cu săgeți. Marcă de control | Muzeul Civilizației Dacice și Romane, Deva | Cimec    |
|      | Serrati             | Datare: 80 a.Chr. Școală: Roma Descoperit: jud. Hunedoara, com. Boșorod, Piatra Roșie, Curtea casei lui Ciolea Gherasin Material: Ag                                                            | Descriere avers: Bustul drapat al Romei, purtând coiful cu pene, în profil spre dreapta. Marcă de control Descriere revers: Hercule nud stangulând Leul din Nemeea. În față arcul și tolba cu săgeți. Marcă de control | Muzeul Civilizației Dacice și Romane, Deva | Cimec    |
|      | Serrati             | Datare: 79 a.Chr. Școală: Roma Descoperit: jud. Hunedoara, com. Boșorod, Piatra Roșie, Curtea casei lui Ciolea Gherasin Material: Ag                                                            | Descriere avers: Capul lui Venus, purtând diademă, în profil spre dreapta Descriere revers: Victoria înaripată în triga galopând spre dreapta, ține frâiele cu ambele mâini. Numeral de control Descriere exergă: C. NAE. BALB (în ligatură) | Muzeul Civilizației Dacice și Romane, Deva | Cimec    |
|      | Serrati             | Datare: 79 a.Chr. Școală: Roma Descoperit: jud. Hunedoara, com. Boșorod, Piatra Roșie, Curtea casei lui Ciolea Gherasin Material: Ag                                                            | Descriere avers: Capul lui Venus, purtând diademă, în profil spre dreapta Descriere revers: Victoria înaripată în triga galopând spre dreapta, ține frâiele cu ambele mâini. Numeral de control Descriere exergă: C. NAE. BALB (în ligatură) | Muzeul Civilizației Dacice și Romane, Deva | Cimec    |
|      | Serrati             | Datare: 79 a.Chr. Școală: Roma Descoperit: jud. Hunedoara, com. Boșorod, Piatra Roșie, Curtea casei lui Ciolea Gherasin Material: Ag                                                            | Descriere avers: Capul lui Venus, purtând diademă, în profil spre dreapta Descriere revers: Victoria înaripată în triga galopând spre dreapta, ține frâiele cu ambele mâini. Numeral de control Descriere exergă: C. NAE. BALB (în ligatură) | Muzeul Civilizației Dacice și Romane, Deva | Cimec    |
|      | Serrati             | Datare: 79 a.Chr. Școală: Roma Descoperit: jud. Hunedoara, com. Boșorod, Piatra Roșie, Curtea casei lui Ciolea Gherasin Material: Ag                                                            | Descriere avers: Bustul Dianei, drapat și diademat, cu arcul și tolba cu săgeți pe umărul drept, în profil spre dreapta Descriere revers: Victoria în biga galopând spre dreapta ține în mâna dreaptă frâiele și o ramură de palmier iar în stânga o cunună. Numeral de control Descriere exergă: TI. CLAVD. TI. F. / AP. N (în ligatură) | Muzeul Civilizației Dacice și Romane, Deva | Cimec    |
|      | Serrati             | Datare: 79 a.Chr. Școală: Roma Descoperit: jud. Hunedoara, com. Boșorod, Piatra Roșie, Curtea casei lui Ciolea Gherasin Material: Ag                                                            | Descriere avers: Bustul Dianei, drapat și diademat, cu arcul și tolba cu săgeți pe umărul drept, în profil spre dreapta Descriere revers: Victoria în biga galopând spre dreapta ține în mâna dreaptă frâiele și o ramură de palmier iar în stânga o cunună. Numeral de control Descriere exergă: TI. CLAVD. TI. F. / AP. N (în ligatură) | Muzeul Civilizației Dacice și Romane, Deva | Cimec    |
|      | Serrati             | Datare: 79 a.Chr. Școală: Roma Descoperit: jud. Hunedoara, com. Boșorod, Piatra Roșie, Curtea casei lui Ciolea Gherasin Material: Ag                                                            | Descriere avers: Bustul Dianei, drapat și diademat, cu arcul și tolba cu săgeți pe umărul drept, în profil spre dreapta Descriere revers: Victoria în biga galopând spre dreapta ține în mâna dreaptă frâiele și o ramură de palmier iar în stânga o cunună. Numeral de control Descriere exergă: TI. CLAVD. TI. F. / AP. N (în ligatură) | Muzeul Civilizației Dacice și Romane, Deva | Cimec    |
|      | Serrati             | Datare: 79 a.Chr. Școală: Roma Descoperit: jud. Hunedoara, com. Boșorod, Piatra Roșie, Curtea casei lui Ciolea Gherasin Material: Ag                                                            | Descriere avers: Bustul Dianei, drapat și diademat, cu arcul și tolba cu săgeți pe umărul drept, în profil spre dreapta Descriere revers: Victoria în biga galopând spre dreapta ține în mâna dreaptă frâiele și o ramură de palmier iar în stânga o cunună. Numeral de control Descriere exergă: TI. CLAVD. TI. F. / AP. N (în ligatură) | Muzeul Civilizației Dacice și Romane, Deva | Cimec    |
|      | Serrati             | Datare: 79 a.Chr. Școală: Roma Descoperit: jud. Hunedoara, com. Boșorod, Piatra Roșie, Curtea casei lui Ciolea Gherasin Material: Ag                                                            | Descriere avers: Capul lui Juno Sospita, cu piele de capră pe cap, spre dreapta. În spate marcă de control Descriere revers: Gryphon zburând spre dreapta. Dedesubt marcă de control Descriere exergă: L. PAPI | Muzeul Civilizației Dacice și Romane, Deva | Cimec    |
|      | Serrati             | Datare: 79 a.Chr. Școală: Roma Descoperit: jud. Hunedoara, com. Boșorod, Piatra Roșie, Curtea casei lui Ciolea Gherasin Material: Ag                                                            | Descriere avers: Capul lui Juno Sospita, cu piele de capră pe cap, spre dreapta. În spate marcă de control Descriere revers: Gryphon zburând spre dreapta. Dedesubt marcă de control Descriere exergă: L. PAPI | Muzeul Civilizației Dacice și Romane, Deva | Cimec    |
|      | Serrati             | Datare: 79 a.Chr. Școală: Roma Descoperit: jud. Hunedoara, com. Boșorod, Piatra Roșie, Curtea casei lui Ciolea Gherasin Material: Ag                                                            | Descriere avers: Capul lui Juno Sospita, cu piele de capră pe cap, spre dreapta. În spate marcă de control Descriere revers: Gryphon zburând spre dreapta. Dedesubt marcă de control Descriere exergă: L. PAPI | Muzeul Civilizației Dacice și Romane, Deva | Cimec    |
|      | Serrati             | Datare: 79 a.Chr. Școală: Roma Descoperit: jud. Hunedoara, com. Boșorod, Piatra Roșie, Curtea casei lui Ciolea Gherasin Material: Ag                                                            | Descriere avers: Capul lui Juno Sospita, cu piele de capră pe cap, spre dreapta. În spate marcă de control Descriere revers: Gryphon zburând spre dreapta. Dedesubt marcă de control Descriere exergă: L. PAPI | Muzeul Civilizației Dacice și Romane, Deva | Cimec    |
|      | Serrati             | Datare: 79 a.Chr. Școală: Roma Descoperit: jud. Hunedoara, com. Boșorod, Piatra Roșie, Curtea casei lui Ciolea Gherasin Material: Ag                                                            | Descriere avers: Capul lui Juno Sospita, cu piele de capră pe cap, spre dreapta. În spate marcă de control Descriere revers: Gryphon zburând spre dreapta. Dedesubt marcă de control Descriere exergă: L. PAPI | Muzeul Civilizației Dacice și Romane, Deva | Cimec    |
|      | Serrati             | Datare: 79 a.Chr. Școală: Roma Descoperit: jud. Hunedoara, com. Boșorod, Piatra Roșie, Curtea casei lui Ciolea Gherasin Material: Ag                                                            | Descriere avers: Capul lui Juno Sospita, cu piele de capră pe cap, spre dreapta. În spate marcă de control Descriere revers: Gryphon zburând spre dreapta. Dedesubt marcă de control Descriere exergă: L. PAPI | Muzeul Civilizației Dacice și Romane, Deva | Cimec    |
|      | Denar republican    | Datare: 78 a.Chr. Școală: Roma Descoperit: jud. Hunedoara, com. Boșorod, Piatra Roșie, Curtea casei lui Ciolea Gherasin Material: Ag                                                            | Descriere avers: Capul laureat al lui Jupiter spre dreapta Descriere revers: Templu doric, tetrastilic, al lui Jupiter Capitolinus, cu ușile închise. Pe fronton fulgerul Descriere exergă: M. VOLTEI M.F. | Muzeul Civilizației Dacice și Romane, Deva | Cimec    |
|      | Denar republican    | Datare: 78 a.Chr. Școală: Roma Descoperit: jud. Hunedoara, com. Boșorod, Piatra Roșie, Curtea casei lui Ciolea Gherasin Material: Ag                                                            | Descriere avers: Capul laureat al lui Jupiter spre dreapta Descriere revers: Mistrețul Erymantea fugind spre dreapta Descriere exergă: M. VOLTEI M.F. | Muzeul Civilizației Dacice și Romane, Deva | Cimec    |
|      | Denar republican    | Datare: 78 a.Chr. Școală: Roma Descoperit: jud. Hunedoara, com. Boșorod, Piatra Roșie, Curtea casei lui Ciolea Gherasin Material: Ag                                                            | Descriere avers: Capul laureat al lui Jupiter spre dreapta Descriere revers: Mistrețul Erymantea fugind spre dreapta Descriere exergă: M. VOLTEI M.F. | Muzeul Civilizației Dacice și Romane, Deva | Cimec    |
|      | Denar republican    | Datare: 78 a.Chr. Școală: Roma Descoperit: jud. Hunedoara, com. Boșorod, Piatra Roșie, Curtea casei lui Ciolea Gherasin Material: Ag                                                            | Descriere avers: Capul lui Liber, spre dreapta, purtând cunună de iederă Descriere revers: Ceres în biga trasă de doi șerpi poartă în mâini două torțe aprinse Descriere exergă: M. VOLTEI M.F. | Muzeul Civilizației Dacice și Romane, Deva | Cimec    |
|      | Denar republican    | Datare: 78 a.Chr. Școală: Roma Descoperit: jud. Hunedoara, com. Boșorod, Piatra Roșie, Curtea casei lui Ciolea Gherasin Material: Ag                                                            | Descriere avers: Capul lui Liber, spre dreapta, purtând cununa de iederă și pe umăr târsul Descriere revers: Capul lui Libera spre stânga, purtând cunună de viță-de-vie Legendă revers: L. CASSI. Q.F. (în spate) | Muzeul Civilizației Dacice și Romane, Deva | Cimec    |
|      | Denar republican    | Datare: 77 a.Chr. Școală: Roma Descoperit: jud. Hunedoara, com. Boșorod, Piatra Roșie, Curtea casei lui Ciolea Gherasin Material: Ag                                                            | Descriere avers: Capul Romei, cu cască înaripată și vizor cu piscuri, în profil dreapta Descriere revers: Victoria în biga, galopând spre dreapta, ține cu mâna stângă frâiele și cu mâna dreaptă o cunună Descriere exergă: L. RVTILI | Muzeul Civilizației Dacice și Romane, Deva | Cimec    |
|      | Denar republican    | Datare: 77 a.Chr. Școală: Roma Descoperit: jud. Hunedoara, com. Boșorod, Piatra Roșie, Curtea casei lui Ciolea Gherasin Material: Ag                                                            | Descriere avers: Capul Romei, cu cască înaripată și vizor cu piscuri, în profil dreapta Descriere revers: Victoria în biga, galopând spre dreapta, ține cu mâna stângă frâiele și cu mâna dreaptă o cunună Descriere exergă: L. RVTILI | Muzeul Civilizației Dacice și Romane, Deva | Cimec    |
|      | Denar republican    | Datare: 77 a.Chr. Școală: Roma Descoperit: jud. Hunedoara, com. Boșorod, Piatra Roșie, Curtea casei lui Ciolea Gherasin Material: Ag                                                            | Descriere avers: Capul Romei, cu cască înaripată și vizor cu piscuri, în profil dreapta Descriere revers: Victoria în biga, galopând spre dreapta, ține cu mâna stângă frâiele și cu mâna dreaptă o cunună Descriere exergă: L. RVTILI | Muzeul Civilizației Dacice și Romane, Deva | Cimec    |
|      | Denar republican    | Datare: 77 a.Chr. Școală: Roma Descoperit: jud. Hunedoara, com. Boșorod, Piatra Roșie, Curtea casei lui Ciolea Gherasin Material: Ag                                                            | Descriere avers: Capul Romei, cu cască înaripată și vizor cu piscuri, în profil dreapta Descriere revers: Victoria în biga, galopând spre dreapta, ține cu mâna stângă frâiele și cu mâna dreaptă o cunună Descriere exergă: L. RVTILI | Muzeul Civilizației Dacice și Romane, Deva | Cimec    |
|      | Denar republican    | Datare: 77 a.Chr. Școală: Roma Descoperit: jud. Hunedoara, com. Boșorod, Piatra Roșie, Curtea casei lui Ciolea Gherasin Material: Ag                                                            | Descriere avers: Capul Romei cu coiful cu cristă spre dreapta Descriere revers: Lupoaica spre stânga Descriere exergă: P. SATRIE/NVS Legendă revers: ROMA (deasupra) | Muzeul Civilizației Dacice și Romane, Deva | Cimec    |
|      | Denar republican    | Datare: 76 a.Chr. Școală: Roma Descoperit: jud. Hunedoara, com. Boșorod, Piatra Roșie, Curtea casei lui Ciolea Gherasin Material: Ag                                                            | Descriere avers: Capul Minervei cu coiful cu cristă Descriere revers: Berbec spre dreapta Descriere exergă: R. RVSTI | Muzeul Civilizației Dacice și Romane, Deva | Cimec    |
|      | Denar republican    | Datare: 75 a.Chr. Școală: Roma Descoperit: jud. Hunedoara, com. Boșorod, Piatra Roșie, Curtea casei lui Ciolea Gherasin Material: Ag                                                            | Descriere avers: Bustul lui Cupidon spre dreapta cu tolba cu săgeți pe umăr Descriere revers: În arhitrava unui templu statuile lui Jupieter și Libertas. Deasupra fulger și un pileus Descriere exergă: C. EGNATIVS CN.F. | Muzeul Civilizației Dacice și Romane, Deva | Cimec    |
|      | Denar republican    | Datare: 75 a.Chr. Școală: Roma Descoperit: jud. Hunedoara, com. Boșorod, Piatra Roșie, Curtea casei lui Ciolea Gherasin Material: Ag                                                            | Descriere avers: Bustul drapat și diademat al lui Libertas Descriere revers: Două personaje feminine, în picioare: Roma cu cască înaripată ține cu mâna dreaptă un toiag și cu stânga spada iar piciorul stâng îl sprijină pe un cap de lup; Venus cu un Cupidon pe umărul drept, ține cu mâna dreaptă lancea și cu stânga o cârmă Descriere exergă: C. EGNATIVS CNF (în ligatură); în dreapta CNN | Muzeul Civilizației Dacice și Romane, Deva | Cimec    |
|      | Denar republican    | Datare: 75 a.Chr. Școală: Roma Descoperit: jud. Hunedoara, com. Boșorod, Piatra Roșie, Curtea casei lui Ciolea Gherasin Material: Ag                                                            | Descriere avers: Bustul lui Libertas, diademat și drapat spre dreapta Descriere revers: Războinic în biga, ajută o persoană togată să urce. Sub picioarele din față ale cailor numeral de control Descriere exergă: L. FARSVLEI | Muzeul Civilizației Dacice și Romane, Deva | Cimec    |
|      | Denar republican    | Datare: 75 a.Chr. Școală: Roma Descoperit: jud. Hunedoara, com. Boșorod, Piatra Roșie, Curtea casei lui Ciolea Gherasin Material: Ag                                                            | Descriere avers: Bustul lui Libertas, diademat și drapat spre dreapta Descriere revers: Războinic în biga, ajută o persoană togată să urce. Sub picioarele din față ale cailor numeral de control Descriere exergă: L. FARSVLEI | Muzeul Civilizației Dacice și Romane, Deva | Cimec    |
|      | Denar republican    | Datare: 75 a.Chr. Școală: Roma Descoperit: jud. Hunedoara, com. Boșorod, Piatra Roșie, Curtea casei lui Ciolea Gherasin Material: Ag                                                            | Descriere avers: Bustul lui Libertas, diademat și drapat spre dreapta Descriere revers: Războinic în biga, ajută o persoană togată să urce. Sub picioarele din față ale cailor numeral de control Descriere exergă: L. FARSVLEI | Muzeul Civilizației Dacice și Romane, Deva | Cimec    |
|      | Denar republican    | Datare: 74 a.Chr. Școală: Roma Descoperit: jud. Hunedoara, com. Boșorod, Piatra Roșie, Curtea casei lui Ciolea Gherasin Material: Ag                                                            | Descriere avers: Bustul Dianei, drapat, spre dreapta, cu tolbă și arc pe umăr Descriere revers: Câine de vânătoare fugind spre dreapta Descriere exergă: C. POSTVMI | Muzeul Civilizației Dacice și Romane, Deva | Cimec    |
|      | Denar republican    | Datare: 74 a.Chr. Școală: Roma Descoperit: jud. Hunedoara, com. Boșorod, Piatra Roșie, Curtea casei lui Ciolea Gherasin Material: Ag                                                            | Descriere avers: Bustul Dianei, drapat, spre dreapta, cu tolbă și arc pe umăr Descriere revers: Câine de vânătoare fugind spre dreapta Descriere exergă: C. POSTVMI | Muzeul Civilizației Dacice și Romane, Deva | Cimec    |
|      | Serrati             | Datare: 70 a.Chr. Școală: Roma Descoperit: jud. Hunedoara, com. Boșorod, Piatra Roșie, Curtea casei lui Ciolea Gherasin Material: Ag                                                            | Descriere avers: Capetele alăturată ale lui Honor și Virtus, spre dreapta Descriere revers: Italia cu cornul abundenței în mâna stângă întinde dreapta Romei (drapată și diademată) ce ține piciorul drept pe un glob și în mâna stângă o lance Descriere exergă: CORDI Legendă revers: ITALIA - în stânga; ROMA - în dreapta (în ligatură) | Muzeul Civilizației Dacice și Romane, Deva | Cimec    |
|      | Serrati             | Datare: 70 a.Chr. Școală: Roma Descoperit: jud. Hunedoara, com. Boșorod, Piatra Roșie, Curtea casei lui Ciolea Gherasin Material: Ag                                                            | Descriere avers: Capetele alăturată ale lui Honor și Virtus, spre dreapta Descriere revers: Italia cu cornul abundenței în mâna stângă întinde dreapta Romei (drapată și diademată) ce ține piciorul drept pe un glob și în mâna stângă o lance Descriere exergă: CORDI Legendă revers: ITALIA - în stânga; ROMA - în dreapta (în ligatură) | Muzeul Civilizației Dacice și Romane, Deva | Cimec    |
|      | Serrati             | Datare: 70 a.Chr. Școală: Roma Descoperit: jud. Hunedoara, com. Boșorod, Piatra Roșie, Curtea casei lui Ciolea Gherasin Material: Ag                                                            | Descriere avers: Capul descoperit și bărbos al regelui sabin Tatius în profil dreapta Descriere revers: Figură togată în biga care merge la pas, spre stânga, ține frâiele cu mâna dreaptă și cârja de magistrat cu stânga Descriere exergă: T. VETTIVS Legendă revers: IVDEX - deasupra | Muzeul Civilizației Dacice și Romane, Deva | Cimec    |
|      | Denar republican    | Datare: 68 a.Chr. Școală: Roma Descoperit: jud. Hunedoara, com. Boșorod, Piatra Roșie, Curtea casei lui Ciolea Gherasin Material: Ag                                                            | Descriere avers: Diana drapată și diademată, spre dreapta, cu tolba și arcul pe umăr Descriere revers: Mistrețul din Kaledon străpuns de lance și atacat de un câine de vânătoare, spre dreapta Descriere exergă: C. HOSIDI C.F. | Muzeul Civilizației Dacice și Romane, Deva | Cimec    |
|      | Denar republican    | Datare: 68 a.Chr. Școală: Roma Descoperit: jud. Hunedoara, com. Boșorod, Piatra Roșie, Curtea casei lui Ciolea Gherasin Material: Ag                                                            | Descriere avers: Diana drapată și diademată, spre dreapta, cu tolba și arcul pe umăr Descriere revers: Mistrețul din Kaledon străpuns de lance și atacat de un câine de vânătoare, spre dreapta Descriere exergă: C. HOSIDI C.F. | Muzeul Civilizației Dacice și Romane, Deva | Cimec    |
|      | Denar republican    | Datare: 67 a.Chr. Școală: Roma Descoperit: jud. Hunedoara, com. Boșorod, Piatra Roșie, Curtea casei lui Ciolea Gherasin Material: Ag                                                            | Descriere avers: Capul lui Apollo cu Taemia, în profil dreapta. În spate marcă de control Descriere revers: Călăreț în galop spre dreapta ținând hățul cu mâna dreaptă și o ramură de palmier cu stânga. Deasupra marcă de control Legendă revers: C. PISO L.F. FRV. | Muzeul Civilizației Dacice și Romane, Deva | Cimec    |
|      | Denar republican    | Datare: 67 a.Chr. Școală: Roma Descoperit: jud. Hunedoara, com. Boșorod, Piatra Roșie, Curtea casei lui Ciolea Gherasin Material: Ag                                                            | Descriere avers: Capul lui Apollo cu Taemia, în profil dreapta. În spate marcă de control Descriere revers: Călăreț în galop spre dreapta ținând hățul cu mâna dreaptă și cu stânga o ramură de palmier cu două bonete. Marcă de control dedesubt Legendă revers: C. PISO L.F. FRVG. | Muzeul Civilizației Dacice și Romane, Deva | Cimec    |
|      | Serrati             | Datare: 67 a.Chr. Școală: Roma Descoperit: jud. Hunedoara, com. Boșorod, Piatra Roșie, Curtea casei lui Ciolea Gherasin Material: Ag                                                            | Descriere avers: Capul lui Apollo cu Taemia, în profil dreapta. În spate marcă de control Descriere revers: Călăreț în galop spre dreapta ținând hățul cu mâna dreaptă și cu stânga o ramură de palmier. Marcă de control dedesubt Legendă revers: C. PISO L.F. FRV. | Muzeul Civilizației Dacice și Romane, Deva | Cimec    |
|      | Denar republican    | Datare: 66 a.Chr. Școală: Roma Descoperit: jud. Hunedoara, com. Boșorod, Piatra Roșie, Curtea casei lui Ciolea Gherasin Material: Ag                                                            | Descriere avers: Capul laureat al lui Apollo, spre dreapta. În spate marcă de control Descriere revers: Melpomene, din față, purtând spadă și ținând în mâna dreaptă o măciucă și în stânga o mască tragică Legendă revers: Q. POMPONI - în partea dreaptă, vertical; MVSA - în stânga, vertical | Muzeul Civilizației Dacice și Romane, Deva | Cimec    |
|      | Denar republican    | Datare: 66 a.Chr. Școală: Roma Descoperit: jud. Hunedoara, com. Boșorod, Piatra Roșie, Curtea casei lui Ciolea Gherasin Material: Ag                                                            | Descriere avers: Capul laureat al lui Apollo, spre dreapta. În spate marcă de control Descriere revers: Melpomene, din față, purtând spadă și ținând în mâna dreaptă o măciucă și în stânga o mască tragică Legendă revers: Q. POMPONI - în partea dreaptă, vertical; MVSA - în stânga, vertical | Muzeul Civilizației Dacice și Romane, Deva | Cimec    |
|      | Serrati             | Datare: 64 a.Chr. Școală: Roma Descoperit: jud. Hunedoara, com. Boșorod, Piatra Roșie, Curtea casei lui Ciolea Gherasin Material: Ag                                                            | Descriere avers: Capul lui Juno Sospita cu pielea de capră pe cap. În spate marcă de control Descriere revers: Persoană feminină, în picioare, în profil dreapta, hrănește un șarpe. În spatele ei marcă de control Descriere exergă: FABATI | Muzeul Civilizației Dacice și Romane, Deva | Cimec    |
|      | Serrati             | Datare: 64 a.Chr. Școală: Roma Descoperit: jud. Hunedoara, com. Boșorod, Piatra Roșie, Curtea casei lui Ciolea Gherasin Material: Ag                                                            | Descriere avers: Capul lui Juno Sospita cu pielea de capră pe cap. În spate marcă de control Descriere revers: Persoană feminină, în picioare, în profil dreapta, hrănește un șarpe. În spatele ei marcă de control Descriere exergă: FABATI | Muzeul Civilizației Dacice și Romane, Deva | Cimec    |
|      | Denar republican    | Datare: 63 a.Chr. Școală: Roma Descoperit: jud. Hunedoara, com. Boșorod, Piatra Roșie, Curtea casei lui Ciolea Gherasin Material: Ag                                                            | Descriere avers: Capul Vestei cu văl și diademă în profil stânga. În spate marcă de control Descriere revers: Votant spre stânga, ține cu mâna dreaptă un buletin de vot, pe care este marcată litera V, deasupra unei urne de vot Legendă revers: LONGIN III V - în dreapta vertical | Muzeul Civilizației Dacice și Romane, Deva | Cimec    |
|      | Denar republican    | Datare: 62 a.Chr. Școală: Roma Descoperit: jud. Hunedoara, com. Boșorod, Piatra Roșie, Curtea casei lui Ciolea Gherasin Material: Ag                                                            | Descriere avers: Capul Concordiei, cu văl și diademă, spre dreapta Descriere revers: Trofeu flancat drepta de Aemilius Paullus și în stânga de 3 prizonieri (regele macedonean Perseu și cei 2 fii ai săi) Descriere exergă: PAVLLVS Legendă revers: TER - deasupra trofeului | Muzeul Civilizației Dacice și Romane, Deva | Cimec    |
|      | Denar republican    | Datare: 62 a.Chr. Școală: Roma Descoperit: jud. Hunedoara, com. Boșorod, Piatra Roșie, Curtea casei lui Ciolea Gherasin Material: Ag                                                            | Descriere avers: Capul Concordiei cu văl și diademă, în profil dreapta Descriere revers: Puteal scribonian împodobit cu ghirlande și două lire; la baza putealului marcă de control Descriere exergă: LIBO Legendă revers: PVTEAL SCRIBON - circular | Muzeul Civilizației Dacice și Romane, Deva | Cimec    |
|      | Denar republican    | Datare: 59 a.Chr. Școală: Roma Descoperit: jud. Hunedoara, com. Boșorod, Piatra Roșie, Curtea casei lui Ciolea Gherasin Material: Ag                                                            | Descriere avers: Capul lui Saturn spre dreapta. În spate marcă de control Descriere revers: Roma stând spre stânga, pe o grămadă de armuri, ține sceptrul cu mâna dreaptă și lancea cu stânga. În spatele ei Victoria ține ramura de măslin cu mâna stângă și o încoronează pe Roma cu dreapta Descriere exergă: SEX. NONI Legendă revers: PR.L.V.P.F. | Muzeul Civilizației Dacice și Romane, Deva | Cimec    |
|      | Denar republican    | Datare: 56 a.Chr. Școală: Roma Descoperit: jud. Hunedoara, com. Boșorod, Piatra Roșie, Curtea casei lui Ciolea Gherasin Material: Ag                                                            | Descriere avers: Capul diademat al lui Ancus Marcius în profil dreapta. În spate marcă de control Descriere revers: Apeduct pe care stă o statuie ecvestră. Sub picioarele calului marcă de control Legendă revers: PHILIPPVS - semicircular stânga; AQVAMARC (în ligatură) - între arcurile apeductului | Muzeul Civilizației Dacice și Romane, Deva | Cimec    |
|      | Denar republican    | Datare: 55 a.Chr. Școală: Roma Descoperit: jud. Hunedoara, com. Boșorod, Piatra Roșie, Curtea casei lui Ciolea Gherasin Material: Ag                                                            | Descriere avers: Bustul drapat și cu coif al lui Mars, spre dreapta, ține pe umăr un trofeu Descriere revers: Călăreț galopând spre dreapta ține cu stânga frâiele și cu dreapta lancea. Sub cal un luptător înfige spada într-un prizonier neînarmat. În dreapta marcă de monetar Legendă revers: MN. FONT. TR. MIL. (în ligatură) | Muzeul Civilizației Dacice și Romane, Deva | Cimec    |
|      | Denar republican    | Datare: 55 a.Chr. Școală: Roma Descoperit: jud. Hunedoara, com. Boșorod, Piatra Roșie, Curtea casei lui Ciolea Gherasin Material: Ag                                                            | Descriere avers: Capul lui Libertas în profil dreapta Descriere revers: Templul Vestei, în interior un scaun curul, în stânga urnă și în dreapta o tăbliță gravată cu literele A.C. | Muzeul Civilizației Dacice și Romane, Deva | Cimec    |
|      | Denar republican    | Datare: 55 a.Chr. Școală: Roma Descoperit: jud. Hunedoara, com. Boșorod, Piatra Roșie, Curtea casei lui Ciolea Gherasin Material: Ag                                                            | Descriere avers: Capul unui Genius Populi Romani cu sceptrul pe umăr Descriere revers: Acvila cu fulger în gheara dreaptă flancată de un lituus în stânga și o cană în dreapta Legendă revers: Q. CASSIVS - dedesubt | Muzeul Civilizației Dacice și Romane, Deva | Cimec    |
|      | Denar republican    | Datare: 49 a.Chr. Școală: Roma Descoperit: jud. Hunedoara, com. Boșorod, Piatra Roșie, Curtea casei lui Ciolea Gherasin Material: Ag                                                            | Descriere avers: Capul laureat al lui Salus în profil spre dreapta Descriere revers: Valetudo stând spre stânga îsi sprijină brațul stâng pe o coloană și ține cu dreapta un șarpe | Muzeul Civilizației Dacice și Romane, Deva | Cimec    |
|      | Denar republican    | Datare: 48 a.Chr. Școală: Roma Descoperit: jud. Hunedoara, com. Boșorod, Piatra Roșie, Curtea casei lui Ciolea Gherasin Material: Ag                                                            | Descriere avers: Masca lui Pan spre dreapta Descriere revers: Jupiter Axurus șezând spre stânga, ține patera în mâna dreaptă și sceptrul în stânga Legendă revers: C. VIBIVS - vertical dreapta; IOVIS AXVR vertical stânga | Muzeul Civilizației Dacice și Romane, Deva | Cimec    |
|      | Denar republican    | Datare: 48 a.Chr. Școală: Roma Descoperit: jud. Hunedoara, com. Boșorod, Piatra Roșie, Curtea casei lui Ciolea Gherasin Material: Ag                                                            | Descriere avers: Masca lui Pan spre dreapta Descriere revers: Jupiter Axurus șezând spre stânga, ține patera în mâna dreaptă și sceptrul în stânga Legendă revers: C. VIBIVS - vertical dreapta; IOVIS AXVR vertical stânga | Muzeul Civilizației Dacice și Romane, Deva | Cimec    |
|      | Serrati             | Datare: 48 a.Chr. Școală: Roma Descoperit: jud. Hunedoara, com. Boșorod, Piatra Roșie, Curtea casei lui Ciolea Gherasin Material: Ag                                                            | Descriere avers: Capul lui Liber cu cunună de iederă în profil dreapta Descriere revers: Ceres cu două torțe aprinse în mâini, mergând spre dreapta. În față marcă de control | Muzeul Civilizației Dacice și Romane, Deva | Cimec    |
|      | Denar republican    | Datare: 47-46 a.Chr. Școală: Africa de Nord Descoperit: jud. Hunedoara, com. Boșorod, Piatra Roșie, Curtea casei lui Ciolea Gherasin Material: Ag                                               | Descriere avers: Bust feminin, drapat, spre dreapta, cu părul strâns în coc Descriere revers: Victoria înaripată, șezând spre dreapta, ține în mâna dreaptă patera și ramura de măslin pe umărul stâng Descriere exergă: VICTRIX (în ligatură) | Muzeul Civilizației Dacice și Romane, Deva | Cimec    |
|      | Serrati             | Datare: 46 a.Chr. Școală: Roma Descoperit: jud. Hunedoara, com. Boșorod, Piatra Roșie, Curtea casei lui Ciolea Gherasin Material: Ag                                                            | Descriere avers: Capetele alăturate ale Dioscurilor, laureate și cu steluțe desupra bonetelor Descriere revers: Venus spre stânga, ține balanța în mâna dreaptă și sceptrul în stânga. Pe umăr un mic Cipidon Legendă revers: MN. CORDI (în ligatură) - în spate | Muzeul Civilizației Dacice și Romane, Deva | Cimec    |
|      | Serrati             | Datare: 46 a.Chr. Școală: Roma Descoperit: jud. Hunedoara, com. Boșorod, Piatra Roșie, Curtea casei lui Ciolea Gherasin Material: Ag                                                            | Descriere avers: Capetele alăturate ale Dioscurilor, laureate și cu steluțe desupra bonetelor Descriere revers: Venus spre stânga, ține balanța în mâna dreaptă și sceptrul în stânga. Pe umăr un mic Cipidon Legendă revers: MN. CORDI (în ligatură) - în spate | Muzeul Civilizației Dacice și Romane, Deva | Cimec    |
|      | Denar republican    | Datare: 46 a.Chr. Școală: Roma Descoperit: jud. Hunedoara, com. Boșorod, Piatra Roșie, Curtea casei lui Ciolea Gherasin Material: Ag                                                            | Descriere avers: Bustul drepatat al Victoriei, spre dreapta Descriere revers: Victoria în quadriga, galopând spre dreapta, ține frâiele în mâna stângă și o ramură în dreapta Descriere exergă: T. CARISI | Muzeul Civilizației Dacice și Romane, Deva | Cimec    |
|      | Serrati             | Datare: 43 a.Chr. Școală: Roma Descoperit: jud. Hunedoara, com. Boșorod, Piatra Roșie, Curtea casei lui Ciolea Gherasin Material: Ag                                                            | Descriere avers: Capul lui M. Antonius, cu barbă, spre dreapta. În spate marcă de control Descriere revers: Capul laureat al lui Caesar spre dreapta. În spate marcă de control Legendă revers: CAESAR DIC - în față | Muzeul Civilizației Dacice și Romane, Deva | Cimec    |
|      | Denar republican    | Datare: 91 a.Chr. Școală: Roma Descoperit: jud. Hunedoara, com. Boșorod, Piatra Roșie, Curtea casei lui Ciolea Gherasin Material: Ag                                                            | Descriere avers: Capul Romei, cu coif înaripat, spre dreapta, sub bărbie marcă de control (dublă ștanțare) Descriere revers: Victoria în biga, galopând spre dreapta, ține frâiele cu ambele mâini Descriere exergă: D. SILANVS. L.F. (în ligatură) | Muzeul Civilizației Dacice și Romane, Deva | Cimec    |
|      | Denar republican    | Datare: 87 a.Chr. Școală: Roma Descoperit: jud. Hunedoara, com. Boșorod, Piatra Roșie, Curtea casei lui Ciolea Gherasin Material: Ag                                                            | Descriere avers: Capul laureat al lui Jupiter, spre dreapta, cu sceptrul pe umăr Descriere revers: Quadrigă triumfală, garnisită pe laturi cu fulger, deasupra o Victorie Descriere exergă: L. RVBRI | Muzeul Civilizației Dacice și Romane, Deva | Cimec    |
|      | Denar republican    | Datare: 83-82 a.Chr. Școală: Roma Descoperit: jud. Hunedoara, com. Boșorod, Piatra Roșie, Curtea casei lui Ciolea Gherasin Material: Ag                                                         | Descriere avers: Capul lui Jupiter cu barbă, în profil dreapta Descriere revers: Victoria în quadriga galopând spre dreapta, ține hățurile cu mâna stângă și o cunună cu dreapta Descriere exergă: Q. ANTO. BALB. / PR. (în ligatură) | Muzeul Civilizației Dacice și Romane, Deva | Cimec    |
|      | Denar republican    | Datare: 82 a.Chr. Școală: Roma Descoperit: jud. Hunedoara, com. Boșorod, Piatra Roșie, Curtea casei lui Ciolea Gherasin Material: Ag                                                            | Descriere avers: Bustul drapat al lui Mercur, spre dreapta, cu caduceu pe umăr. În spate marcă de control Descriere revers: Taur atacând spre dreapta. Sus, marcă de control Descriere exergă: BALBVIS Legendă revers: L. THORIVS - jos | Muzeul Civilizației Dacice și Romane, Deva | Cimec    |
|      | Denar republican    | Datare: 82 a.Chr. Școală: Massalia Descoperit: jud. Hunedoara, com. Boșorod, Piatra Roșie, Curtea casei lui Ciolea Gherasin Material: Ag                                                        | Descriere avers: Bustul Victoriei, drapat, spre dreapta Descriere revers: Vulturul legionar în mijloc, încadrat la dreapta și la stânga de steaguri de companie - hastata și principes Legendă revers: EX S.C. - jos; C. VAL. FLA. (în ligatură) - în stânga; IMPERAT - în dreapta | Muzeul Civilizației Dacice și Romane, Deva | Cimec    |
|      | Denar republican    | Datare: 79 a.Chr. Școală: Roma Descoperit: jud. Hunedoara, com. Boșorod, Piatra Roșie, Curtea casei lui Ciolea Gherasin Material: Ag                                                            | Descriere avers: capul diademat al lui Venus în profil dreapta Descriere revers: Victoria în triga, galopând spre dreapta, ține frâiele cu ambele mâini. Deasupra marcă de control Descriere exergă: C. NAE. (în ligatură) BA. T. F. | Muzeul Civilizației Dacice și Romane, Deva | Cimec    |
|      | Denar republican    | Datare: 77 a.Chr. Școală: Roma Descoperit: jud. Hunedoara, com. Boșorod, Piatra Roșie, Curtea casei lui Ciolea Gherasin Material: Ag                                                            | Descriere avers: Capul Romei cu cască înaripată, în profil dreapta Descriere revers: Victoria în biga galopând spre dreapta, ține frâiele cu mâna stângă și cu dreapta o cunună Descriere exergă: L. RVTILI | Muzeul Civilizației Dacice și Romane, Deva | Cimec    |
|      | Denar republican    | Datare: 77 a.Chr. Școală: Roma Descoperit: jud. Hunedoara, com. Boșorod, Piatra Roșie, Curtea casei lui Ciolea Gherasin Material: Ag                                                            | Descriere avers: Capul Romei cu coiful corintic. În spate marcă de control Descriere revers: Lupoaică mergând spre stânga Descriere exergă: Semne nereproductibile prin tehnoredactare (vezi imagine) | Muzeul Civilizației Dacice și Romane, Deva | Cimec    |
|      | Denar republican    | Datare: 75 a.Chr. Școală: Roma Descoperit: jud. Hunedoara, com. Boșorod, Piatra Roșie, Curtea casei lui Ciolea Gherasin Material: Ag                                                            | Descriere avers: Capul Meduzei spre stânga Descriere revers: Bellerophon călărind pe Pegas, învârtește lancea cu mâna stângă Legendă revers: L. COSSVTI C.F. - lateral stânga | Muzeul Civilizației Dacice și Romane, Deva | Cimec    |
|      | Denar republican    | Datare: 67 a.Chr. Școală: Roma Descoperit: jud. Hunedoara, com. Boșorod, Piatra Roșie, Curtea casei lui Ciolea Gherasin Material: Ag                                                            | Descriere avers: Capul lui Apollo, laureat, în profil dreapta. În spate marcă de control Descriere revers: Călăreț în galop, spre dreapta, ținând hățul cu mâna dreaptă și o ramură de palmier cu stânga. Deasupra marcă de control Legendă revers: FRVG - dedesubt | Muzeul Civilizației Dacice și Romane, Deva | Cimec    |
|      | Denar republican    | Datare: 76 a.Chr. Școală: Roma Descoperit: jud. Hunedoara, com. Boșorod, Piatra Roșie, Curtea casei lui Ciolea Gherasin Material: Ag                                                            | Descriere avers: Capul Minervei în profil dreapta purtând coiful cu cristă Descriere revers: Victoria în biga galopând spre dreapta ține biciul în mâna dreaptă și frâiele în stânga Descriere exergă: OMA Legendă revers: SAF - dedesubt | Muzeul Civilizației Dacice și Romane, Deva | Cimec    |
|      | Denar republican    | Datare: 83 a.Chr. Școală: Roma Descoperit: jud. Hunedoara, com. Boșorod, Piatra Roșie, Curtea casei lui Ciolea Gherasin Material: Ag                                                            | Descriere avers: Capul laureat al lui Apollo, în profil dreapta. În spate și sub gât mărci de control Descriere revers: Proră, fascie, caduceu și spic de grâu | Muzeul Civilizației Dacice și Romane, Deva | Cimec    |
|      | Denar republican    | Datare: 83 a.Chr. Școală: Roma Descoperit: jud. Hunedoara, com. Boșorod, Piatra Roșie, Curtea casei lui Ciolea Gherasin Material: Ag                                                            | Descriere avers: Capul Romei cu cască înaripată, în profil dreapta Descriere revers: Spic de grâu, fascie și caduceu | Muzeul Civilizației Dacice și Romane, Deva | Cimec    |
|      | Denar republican    | Datare: Nedatabil Școală: Roma Descoperit: jud. Hunedoara, com. Boșorod, Piatra Roșie, Curtea casei lui Ciolea Gherasin Material: Ag                                                            | Descriere avers: Capul Romei cu cască înaripată, în profil dreapta Descriere revers: Victoria în triga galopând spre dreapta, ține cu mâna dreaptă biciul și cu stânga frâiele Legendă revers: Semne nereproductibile prin tehnoredactare (vezi imagine) - dedesubt pe revers | Muzeul Civilizației Dacice și Romane, Deva | Cimec    |
|      | Stater              | Datare: Sec. I a.Chr. Școală: Kallatis Descoperit: jud. Hunedoara Material: aur | Descriere avers: Capul divinizat al lui Alexandru cel Mare, cu diadema și coarnele lui Ammon, spre dreapta. Descriere revers: ΒΑΣΙΛΕΩΣ în dreapta, ΛΥΣΙΜΑΧΟΥ în stânga, de sus în jos. Atena tronând spre stânga ține în mâna dreaptă o Nike, mâna stângă sprijinită pe scut. Descriere exergă: Trident spre stânga însoțit de doi delfini Legendă revers: ΒΑΣΙΛΕΩΣ ΛΥΣΙΜΑΧΟΥ ΚΑΛ Сω | Muzeul Civilizației Dacice și Romane, Deva | Cimec    |
|      | Aureus              | Datare: 55-63 p.Chr. Școală: Roma Descoperit: jud. Hunedoara, com. Sarmizegetusa, Sarmizegetusa Material: aur                                                                                   | Descriere avers: Cap laureat în profil spre dreapta Descriere revers: Virtus în picioare spre stânga ține lancea cu mâna stângă și parazonium cu dreapta. Piciorul drept se sprijină pe un coif Legendă revers: PONTIF. MAX. TR. P. X. COS. IIII P.P. | Muzeul Civilizației Dacice și Romane, Deva | Cimec    |
|      | Aureus              | Datare: 63-69 p.Chr. Școală: Roma Descoperit: jud. Hunedoara, com. Orăștioara de Sus, Bucium Material: aur                                                                                      | Descriere avers: Cap laureat în profil spre dreapta Descriere revers: Jupiter tronând spre stânga cu sceptrul în mâna stângă și fulgerul în dreapta Legendă revers: IVPPITER CVSTOS | Muzeul Civilizației Dacice și Romane, Deva | Cimec    |
|      | Aureus              | Datare: 69-71 p.Chr. Școală: Roma Descoperit: jud. Hunedoara, com. Orăștioara de Sus, Bucium Material: aur                                                                                      | Descriere avers: Bust laureat în profil spre dreapta Descriere revers: Pax în semiprofil spre stânga ține în mâna dreaptă o ramură și în mâna stângă un caduceu cu aripioare Legendă revers: COS ITER / TR POT | Muzeul Civilizației Dacice și Romane, Deva | Cimec    |
|      | Nomisma histamenon  | Datare: 1078-1081 Școală: Constantinopole Descoperit: jud. Hunedoara Material: aur | Descriere avers: Bustul lui Iisus Christos, din față, șezând pe tron, purtând nimb cruciger, tunică și colobion, binecuvântând cu dreapta și ținând în stânga Evangheliile Descriere revers: Nichifor în picioare, din față, purtând stemma crucigeră cu prependilia divitision și loros, ținând în mâna dreaptă un labarum și în stânga un glob cruciger Legendă revers: + ΝΙΚΗΦΡ ΔΕΧ ΤΩ ΡΟΤΑΝΙΑΤ | Muzeul Civilizației Dacice și Romane, Deva | Cimec    |
|      | Solidus             | Datare: 539-540 Școală: Constantinopole, off.Є Descoperit: jud. Hunedoara, com. Vețel, Micia Material: aur                                                                                      | Descriere avers: Bustul lui Justinian, din față, purtând coif cu crista și diademă cu prependilia, tinând în mâna dreaptă globul cruciger iar în stânga un scut. Pe scut imaginea lui Virtus străpungând cu lancea un barbar căzut la pământ. Descriere revers: Arhanghelul Mihail, din față, purtând tunică și pallium, tinând în mâna dreaptă crucea de ceremonie iar în stânga globul cruciger Descriere exergă: CONOB Legendă revers: VICTORI / AAVCCЄ | Muzeul Civilizației Dacice și Romane, Deva | Cimec    |
|      | Solidus             | Datare: 583-584 Școală: Constantinopole, off.H Descoperit: jud. Hunedoara Material: aur | Descriere avers: Bustul lui Mauricius Tiberius din față purtând coif cu crista și diademă cu prependilia, ținând cu mâna dreaptă globul cruciger Descriere revers: Arhanghelul Mihail, în picioare, din față, purtând tunică și pallium, tinând în mâna dreaptă crucea păstorului iar cu stânga globul cruciger Descriere exergă: CONOB Legendă revers: VICTORI / AAVCCH | Muzeul Civilizației Dacice și Romane, Deva | Cimec    |
|      | Solidus             | Datare: 420-422 Școală: Constantinopole, off. S Descoperit: jud. Hunedoara Material: aur | Descriere avers: Bustul lui Theodosius al II-lea, din față, cu capul întors 3/4 spre dreapta, purtând coif cu panaș și diademă de perle, cu o gemă frontală, platoșă din plăci și scut pe brațul stâng. În mâna dreptă ține o lance oblică sprijinită pe umăr. Pe scutul din mâna stângă este reprezentată imaginea lui Virtus străpungând cu lancea un barbar căzut la pământ. Descriere revers: Victoria stând pe scaun cu privirea spre dreapta, purtând un chiton lung și ținând cu mâna dreaptă o cruce latină decorată. Descriere exergă: CONOB Legendă revers: VOT XX / MVLT / XXXS | Muzeul Civilizației Dacice și Romane, Deva | Cimec    |
|      | Gulden              | Datare: 1468-1470 Școală: Sibiu Descoperit: jud. Hunedoara Material: aur | Descriere avers: Legenda între două cercuri perlate, în câmp scut împărțit în 4: stânga sus stema veche a Ungariei; dreapta sus - stema nouă a Ungariei; stânga jos - corbul cu inel în cioc al Corvinilor; drepta jos - leul Huniazilor Descriere revers: Sf. Ladislau în picioare, văzut din față, cu coroană nimbată și mantie, ține în stânga globul cruciger și în dreapta halebarda Legendă revers: S.LADISL./AVS REX | Muzeul Civilizației Dacice și Romane, Deva | Cimec    |
|      | Stater              | Datare: A doua jumatate a sec. I a.Chr. (-43 - -29) Școală: Neprecizat (din Dacia) Descoperit: jud. Hunedoara Material: aur                                                                     | Descriere avers: Consul încadrat între doi lictori. Cei doi lictori poarta fascii lungi, bine redate, securile fasciilor distingându-se ușor. Descriere revers: Aquilla cu aripile deschise, în profil spre stânga, ține în gheara dreaptă o cunună. Gâtul aquillei lung și drept. Descriere exergă: ΚΟΣΩΝ Legendă revers: - | Muzeul Civilizației Dacice și Romane, Deva | Cimec    |
|      | Stater              | Datare: A doua jumatate a sec. I a.Chr. (-43 - -29); a doua jum. a sec.XIX (montură inel) Școală: Neprecizat (din Dacia) Descoperit: jud. Hunedoara Material: aur                               | Descriere avers: Consul încadrat între doi lictori. Cei doi lictori poarta fascii lungi, bine redate, securile fasciilor distingându-se ușor. Descriere revers: Aquilla cu aripile deschise, în profil spre stânga, ține în gheara dreaptă o cunună. Gâtul aquillei lung și drept. Descriere exergă: ΚΟΣΩΝ Legendă revers: - | Muzeul Civilizației Dacice și Romane, Deva | Cimec    |
|      | Stater              | Datare: A doua jumatate a sec. I a.Chr. (-43 - -29); a doua jum. a sec.XIX (montură inel) Școală: Neprecizat (din Dacia) Descoperit: jud. Hunedoara Material: aur                               | Descriere avers: Consul încadrat între doi lictori. Cei doi lictori poarta fascii lungi, bine redate, securile fasciilor distingându-se ușor. Descriere revers: Aquilla cu aripile deschise, în profil spre stânga, ține în gheara dreaptă o cunună. Gâtul aquillei lung și drept. Descriere exergă: ΚΟΣΩΝ Legendă revers: - | Muzeul Civilizației Dacice și Romane, Deva | Cimec    |
|      | Stater              | Datare: A doua jumatate a sec. I a.Chr. (-43 - -29) Școală: Neprecizat (din Dacia) Descoperit: jud. Hunedoara, com. Orăștioara de Sus, Grădiștea de Munte (Sarmizegetusa Regia) ? Material: aur | Descriere avers: Consul încadrat între doi lictori. Cei doi lictori poarta fascii scurte a căror securi nu se disting. Descriere revers: Aquilla cu aripile deschise, în profil spre stânga, ține în gheara dreaptă o cunună. Gâtul aquillei scurt și ușor curbat Descriere exergă: ΚΟΣΩΝ Legendă revers: - | Muzeul Civilizației Dacice și Romane, Deva | Cimec    |
|      | Stater              | Datare: A doua jumatate a sec. I a.Chr. (-43 - -29) Școală: Neprecizat (din Dacia) Descoperit: jud. Hunedoara, com. Orăștioara de Sus, Grădiștea de Munte (Sarmizegetusa Regia) ? Material: aur | Descriere avers: Consul încadrat între doi lictori. Cei doi lictori poarta fascii scurte a căror securi nu se disting. Descriere revers: Aquilla cu aripile deschise, în profil spre stânga, ține în gheara dreaptă o cunună. Gâtul aquillei scurt și ușor curbat Descriere exergă: ΚΟΣΩΝ Legendă revers: - | Muzeul Civilizației Dacice și Romane, Deva | Cimec    |
|      | Stater              | Datare: A doua jumatate a sec. I a.Chr. (-43 - -29) Școală: Neprecizat (din Dacia) Descoperit: jud. Hunedoara, com. Orăștioara de Sus, Grădiștea de Munte (Sarmizegetusa Regia) ? Material: aur | Descriere avers: Consul încadrat între doi lictori. Cei doi lictori poarta fascii scurte a căror securi nu se disting. Descriere revers: Aquilla cu aripile deschise, în profil spre stânga, ține în gheara dreaptă o cunună. Gâtul aquillei scurt și ușor curbat Descriere exergă: ΚΟΣΩΝ Legendă revers: - | Muzeul Civilizației Dacice și Romane, Deva | Cimec    |
|      | Stater              | Datare: A doua jumatate a sec. I a.Chr. (-43 - -29) Școală: Neprecizat (din Dacia) Descoperit: jud. Hunedoara, com. Orăștioara de Sus, Grădiștea de Munte (Sarmizegetusa Regia) ? Material: aur | Descriere avers: Consul încadrat între doi lictori. Cei doi lictori poarta fascii scurte a căror securi nu se disting. Descriere revers: Aquilla cu aripile deschise, în profil spre stânga, ține în gheara dreaptă o cunună. Gâtul aquillei scurt și ușor curbat Descriere exergă: ΚΟΣΩΝ Legendă revers: - | Muzeul Civilizației Dacice și Romane, Deva | Cimec    |
|      | Stater              | Datare: A doua jumatate a sec. I a.Chr. (-43 - -29) Școală: Neprecizat (din Dacia) Descoperit: jud. Hunedoara, com. Orăștioara de Sus, Grădiștea de Munte (Sarmizegetusa Regia) ? Material: aur | Descriere avers: Consul încadrat între doi lictori. Cei doi lictori poarta fascii scurte a căror securi nu se disting. Descriere revers: Aquilla cu aripile deschise, în profil spre stânga, ține în gheara dreaptă o cunună. Gâtul aquillei scurt și ușor curbat Descriere exergă: ΚΟΣΩΝ Legendă revers: - | Muzeul Civilizației Dacice și Romane, Deva | Cimec    |
|      | Stater              | Datare: A doua jumatate a sec. I a.Chr. (-43 - -29) Școală: Neprecizat (din Dacia) Descoperit: jud. Hunedoara, com. Orăștioara de Sus, Grădiștea de Munte (Sarmizegetusa Regia) ? Material: aur | Descriere avers: Consul încadrat între doi lictori. Cei doi lictori poarta fascii scurte a căror securi nu se disting. Descriere revers: Aquilla cu aripile deschise, în profil spre stânga, ține în gheara dreaptă o cunună. Gâtul aquillei scurt și ușor curbat Descriere exergă: ΚΟΣΩΝ Legendă revers: - | Muzeul Civilizației Dacice și Romane, Deva | Cimec    |
|      | Stater              | Datare: A doua jumatate a sec. I a.Chr. (-43 - -29) Școală: Neprecizat (din Dacia) Descoperit: jud. Hunedoara, com. Orăștioara de Sus, Grădiștea de Munte (Sarmizegetusa Regia) ? Material: aur | Descriere avers: Consul încadrat între doi lictori. Cei doi lictori poarta fascii scurte a căror securi nu se disting. Descriere revers: Aquilla cu aripile deschise, în profil spre stânga, ține în gheara dreaptă o cunună. Gâtul aquillei scurt și ușor curbat Descriere exergă: ΚΟΣΩΝ Legendă revers: - | Muzeul Civilizației Dacice și Romane, Deva | Cimec    |
|      | Stater              | Datare: A doua jumatate a sec. I a.Chr. (-43 - -29) Școală: Neprecizat (din Dacia) Descoperit: jud. Hunedoara, com. Orăștioara de Sus, Grădiștea de Munte (Sarmizegetusa Regia) ? Material: aur | Descriere avers: Consul încadrat între doi lictori. Cei doi lictori poarta fascii scurte a căror securi nu se disting. Descriere revers: Aquilla cu aripile deschise, în profil spre stânga, ține în gheara dreaptă o cunună. Gâtul aquillei scurt și ușor curbat Descriere exergă: ΚΟΣΩΝ Legendă revers: - | Muzeul Civilizației Dacice și Romane, Deva | Cimec    |
|      | Stater              | Datare: A doua jumatate a sec. I a.Chr. (-43 - -29) Școală: Neprecizat (din Dacia) Descoperit: jud. Hunedoara, com. Orăștioara de Sus, Grădiștea de Munte (Sarmizegetusa Regia) ? Material: aur | Descriere avers: Consul încadrat între doi lictori. Cei doi lictori poarta fascii scurte a căror securi nu se disting. Descriere revers: Aquilla cu aripile deschise, în profil spre stânga, ține în gheara dreaptă o cunună. Gâtul aquillei scurt și ușor curbat Descriere exergă: ΚΟΣΩΝ Legendă revers: - | Muzeul Civilizației Dacice și Romane, Deva | Cimec    |
|      | Stater              | Datare: A doua jumatate a sec. I a.Chr. (-43 - -29) Școală: Neprecizat (din Dacia) Descoperit: jud. Hunedoara, com. Orăștioara de Sus, Grădiștea de Munte (Sarmizegetusa Regia) ? Material: aur | Descriere avers: Consul încadrat între doi lictori. Cei doi lictori poarta fascii scurte a căror securi nu se disting. Descriere revers: Aquilla cu aripile deschise, în profil spre stânga, ține în gheara dreaptă o cunună. Gâtul aquillei scurt și ușor curbat Descriere exergă: ΚΟΣΩΝ Legendă revers: - | Muzeul Civilizației Dacice și Romane, Deva | Cimec    |
|      | Stater              | Datare: A doua jumatate a sec. I a.Chr. (-43 - -29) Școală: Neprecizat (din Dacia) Descoperit: jud. Hunedoara, com. Orăștioara de Sus, Grădiștea de Munte (Sarmizegetusa Regia) ? Material: aur | Descriere avers: Consul încadrat între doi lictori. Cei doi lictori poarta fascii scurte a căror securi nu se disting. Descriere revers: Aquilla cu aripile deschise, în profil spre stânga, ține în gheara dreaptă o cunună. Gâtul aquillei scurt și ușor curbat Descriere exergă: ΚΟΣΩΝ Legendă revers: - | Muzeul Civilizației Dacice și Romane, Deva | Cimec    |
|      | Stater              | Datare: A doua jumatate a sec. I a.Chr. (-43 - -29) Școală: Neprecizat (din Dacia) Descoperit: jud. Hunedoara, com. Orăștioara de Sus, Grădiștea de Munte (Sarmizegetusa Regia) ? Material: aur | Descriere avers: Consul încadrat între doi lictori. Cei doi lictori poarta fascii scurte a căror securi nu se disting. Descriere revers: Aquilla cu aripile deschise, în profil spre stânga, ține în gheara dreaptă o cunună. Gâtul aquillei scurt și ușor curbat Descriere exergă: ΚΟΣΩΝ Legendă revers: - | Muzeul Civilizației Dacice și Romane, Deva | Cimec    |
|      | Stater              | Datare: A doua jumatate a sec. I a.Chr. (-43 - -29) Școală: Neprecizat (din Dacia) Descoperit: jud. Hunedoara, com. Orăștioara de Sus, Grădiștea de Munte (Sarmizegetusa Regia) ? Material: aur | Descriere avers: Consul încadrat între doi lictori. Cei doi lictori poarta fascii scurte a căror securi nu se disting. Descriere revers: Aquilla cu aripile deschise, în profil spre stânga, ține în gheara dreaptă o cunună. Gâtul aquillei scurt și ușor curbat Descriere exergă: ΚΟΣΩΝ Legendă revers: - | Muzeul Civilizației Dacice și Romane, Deva | Cimec    |
|      | Stater              | Datare: A doua jumatate a sec. I a.Chr. (-43 - -29) Școală: Neprecizat (din Dacia) Descoperit: jud. Hunedoara, com. Orăștioara de Sus, Grădiștea de Munte (Sarmizegetusa Regia) ? Material: aur | Descriere avers: Consul încadrat între doi lictori. Cei doi lictori poarta fascii scurte a căror securi nu se disting. Descriere revers: Aquilla cu aripile deschise, în profil spre stânga, ține în gheara dreaptă o cunună. Gâtul aquillei scurt și ușor curbat Descriere exergă: ΚΟΣΩΝ Legendă revers: - | Muzeul Civilizației Dacice și Romane, Deva | Cimec    |
|      | Stater              | Datare: A doua jumatate a sec. I a.Chr. (-43 - -29) Școală: Neprecizat (din Dacia) Descoperit: jud. Hunedoara, com. Orăștioara de Sus, Grădiștea de Munte (Sarmizegetusa Regia) ? Material: aur | Descriere avers: Consul încadrat între doi lictori. Cei doi lictori poarta fascii scurte a căror securi nu se disting. Descriere revers: Aquilla cu aripile deschise, în profil spre stânga, ține în gheara dreaptă o cunună. Gâtul aquillei scurt și ușor curbat Descriere exergă: ΚΟΣΩΝ Legendă revers: - | Muzeul Civilizației Dacice și Romane, Deva | Cimec    |
|      | Stater              | Datare: A doua jumatate a sec. I a.Chr. (-43 - -29) Școală: Neprecizat (din Dacia) Descoperit: jud. Hunedoara, com. Orăștioara de Sus, Grădiștea de Munte (Sarmizegetusa Regia) ? Material: aur | Descriere avers: Consul încadrat între doi lictori. Cei doi lictori poarta fascii scurte a căror securi nu se disting. Descriere revers: Aquilla cu aripile deschise, în profil spre stânga, ține în gheara dreaptă o cunună. Gâtul aquillei scurt și ușor curbat Descriere exergă: ΚΟΣΩΝ Legendă revers: - | Muzeul Civilizației Dacice și Romane, Deva | Cimec    |
|      | Stater              | Datare: A doua jumatate a sec. I a.Chr. (-43 - -29) Școală: Neprecizat (din Dacia) Descoperit: jud. Hunedoara, com. Orăștioara de Sus, Grădiștea de Munte (Sarmizegetusa Regia) ? Material: aur | Descriere avers: Consul încadrat între doi lictori. Cei doi lictori poarta fascii scurte a căror securi nu se disting. Descriere revers: Aquilla cu aripile deschise, în profil spre stânga, ține în gheara dreaptă o cunună. Gâtul aquillei scurt și ușor curbat Descriere exergă: ΚΟΣΩΝ Legendă revers: - | Muzeul Civilizației Dacice și Romane, Deva | Cimec    |
|      | Stater              | Datare: A doua jumatate a sec. I a.Chr. (-43 - -29) Școală: Neprecizat (din Dacia) Descoperit: jud. Hunedoara, com. Orăștioara de Sus, Grădiștea de Munte (Sarmizegetusa Regia) ? Material: aur | Descriere avers: Consul încadrat între doi lictori. Cei doi lictori poarta fascii scurte a căror securi nu se disting. Descriere revers: Aquilla cu aripile deschise, în profil spre stânga, ține în gheara dreaptă o cunună. Gâtul aquillei scurt și ușor curbat Descriere exergă: ΚΟΣΩΝ Legendă revers: - | Muzeul Civilizației Dacice și Romane, Deva | Cimec    |
|      | Stater              | Datare: A doua jumatate a sec. I a.Chr. (-43 - -29) Școală: Neprecizat (din Dacia) Descoperit: jud. Hunedoara, com. Orăștioara de Sus, Grădiștea de Munte (Sarmizegetusa Regia) ? Material: aur | Descriere avers: Consul încadrat între doi lictori. Cei doi lictori poarta fascii scurte a căror securi nu se disting. Descriere revers: Aquilla cu aripile deschise, în profil spre stânga, ține în gheara dreaptă o cunună. Gâtul aquillei scurt și ușor curbat Descriere exergă: ΚΟΣΩΝ Legendă revers: - | Muzeul Civilizației Dacice și Romane, Deva | Cimec    |
|      | Stater              | Datare: A doua jumatate a sec. I a.Chr. (-43 - -29) Școală: Neprecizat (din Dacia) Descoperit: jud. Hunedoara, com. Orăștioara de Sus, Grădiștea de Munte (Sarmizegetusa Regia) ? Material: aur | Descriere avers: Consul încadrat între doi lictori. Cei doi lictori poarta fascii scurte a căror securi nu se disting. Descriere revers: Aquilla cu aripile deschise, în profil spre stânga, ține în gheara dreaptă o cunună. Gâtul aquillei scurt și ușor curbat Descriere exergă: ΚΟΣΩΝ Legendă revers: - | Muzeul Civilizației Dacice și Romane, Deva | Cimec    |
|      | Stater              | Datare: A doua jumatate a sec. I a.Chr. (-43 - -29) Școală: Neprecizat (din Dacia) Descoperit: jud. Hunedoara, com. Orăștioara de Sus, Grădiștea de Munte (Sarmizegetusa Regia) ? Material: aur | Descriere avers: Consul încadrat între doi lictori. Cei doi lictori poarta fascii scurte a căror securi nu se disting. Descriere revers: Aquilla cu aripile deschise, în profil spre stânga, ține în gheara dreaptă o cunună. Gâtul aquillei scurt și ușor curbat Descriere exergă: ΚΟΣΩΝ Legendă revers: - | Muzeul Civilizației Dacice și Romane, Deva | Cimec    |
|      | Stater              | Datare: A doua jumatate a sec. I a.Chr. (-43 - -29) Școală: Neprecizat (din Dacia) Descoperit: jud. Hunedoara, com. Orăștioara de Sus, Grădiștea de Munte (Sarmizegetusa Regia) ? Material: aur | Descriere avers: Consul încadrat între doi lictori. Cei doi lictori poarta fascii scurte a căror securi nu se disting. Descriere revers: Aquilla cu aripile deschise, în profil spre stânga, ține în gheara dreaptă o cunună. Gâtul aquillei scurt și ușor curbat Descriere exergă: ΚΟΣΩΝ Legendă revers: - | Muzeul Civilizației Dacice și Romane, Deva | Cimec    |
|      | Stater              | Datare: A doua jumatate a sec. I a.Chr. (-43 - -29) Școală: Neprecizat (din Dacia) Descoperit: jud. Hunedoara, com. Orăștioara de Sus, Grădiștea de Munte (Sarmizegetusa Regia) ? Material: aur | Descriere avers: Consul încadrat între doi lictori. Cei doi lictori poarta fascii scurte a căror securi nu se disting. Descriere revers: Aquilla cu aripile deschise, în profil spre stânga, ține în gheara dreaptă o cunună. Gâtul aquillei scurt și ușor curbat Descriere exergă: ΚΟΣΩΝ Legendă revers: - | Muzeul Civilizației Dacice și Romane, Deva | Cimec    |
|      | Stater              | Datare: A doua jumatate a sec. I a.Chr. (-43 - -29) Școală: Neprecizat (din Dacia) Descoperit: jud. Hunedoara, com. Orăștioara de Sus, Grădiștea de Munte (Sarmizegetusa Regia) ? Material: aur | Descriere avers: Consul încadrat între doi lictori. Cei doi lictori poarta fascii scurte a căror securi nu se disting. Descriere revers: Aquilla cu aripile deschise, în profil spre stânga, ține în gheara dreaptă o cunună. Gâtul aquillei scurt și ușor curbat Descriere exergă: ΚΟΣΩΝ Legendă revers: - | Muzeul Civilizației Dacice și Romane, Deva | Cimec    |
|      | Stater              | Datare: A doua jumatate a sec. I a.Chr. (-43 - -29) Școală: Neprecizat (din Dacia) Descoperit: jud. Hunedoara, com. Orăștioara de Sus, Grădiștea de Munte (Sarmizegetusa Regia) ? Material: aur | Descriere avers: Consul încadrat între doi lictori. Cei doi lictori poarta fascii scurte a căror securi nu se disting. Descriere revers: Aquilla cu aripile deschise, în profil spre stânga, ține în gheara dreaptă o cunună. Gâtul aquillei scurt și ușor curbat Descriere exergă: ΚΟΣΩΝ Legendă revers: - | Muzeul Civilizației Dacice și Romane, Deva | Cimec    |
|      | Stater              | Datare: A doua jumatate a sec. I a.Chr. (-43 - -29) Școală: Neprecizat (din Dacia) Descoperit: jud. Hunedoara, com. Orăștioara de Sus, Grădiștea de Munte (Sarmizegetusa Regia) ? Material: aur | Descriere avers: Consul încadrat între doi lictori. Cei doi lictori poarta fascii scurte a căror securi nu se disting. Descriere revers: Aquilla cu aripile deschise, în profil spre stânga, ține în gheara dreaptă o cunună. Gâtul aquillei scurt și ușor curbat Descriere exergă: ΚΟΣΩΝ Legendă revers: - | Muzeul Civilizației Dacice și Romane, Deva | Cimec    |
|      | Stater              | Datare: A doua jumatate a sec. I a.Chr. (-43 - -29) Școală: Neprecizat (din Dacia) Descoperit: jud. Hunedoara, com. Orăștioara de Sus, Grădiștea de Munte (Sarmizegetusa Regia) ? Material: aur | Descriere avers: Consul încadrat între doi lictori. Cei doi lictori poarta fascii scurte a căror securi nu se disting. Descriere revers: Aquilla cu aripile deschise, în profil spre stânga, ține în gheara dreaptă o cunună. Gâtul aquillei scurt și ușor curbat Descriere exergă: ΚΟΣΩΝ Legendă revers: - | Muzeul Civilizației Dacice și Romane, Deva | Cimec    |
|      | Stater              | Datare: A doua jumatate a sec. I a.Chr. (-43 - -29) Școală: Neprecizat (din Dacia) Descoperit: jud. Hunedoara, com. Orăștioara de Sus, Grădiștea de Munte (Sarmizegetusa Regia) ? Material: aur | Descriere avers: Consul încadrat între doi lictori. Cei doi lictori poarta fascii scurte a căror securi nu se disting. Descriere revers: Aquilla cu aripile deschise, în profil spre stânga, ține în gheara dreaptă o cunună. Gâtul aquillei scurt și ușor curbat Descriere exergă: ΚΟΣΩΝ Legendă revers: - | Muzeul Civilizației Dacice și Romane, Deva | Cimec    |
|      | Stater              | Datare: A doua jumatate a sec. I a.Chr. (-43 - -29) Școală: Neprecizat (din Dacia) Descoperit: jud. Hunedoara, com. Orăștioara de Sus, Grădiștea de Munte (Sarmizegetusa Regia) ? Material: aur | Descriere avers: Consul încadrat între doi lictori. Cei doi lictori poarta fascii lungi, bine redate, securile fasciilor distingându-se ușor. Descriere revers: Aquilla cu aripile deschise, în profil spre stânga, ține în gheara dreaptă o cunună. Gâtul aquillei lung și drept. Descriere exergă: ΚΟΣΩΝ Legendă revers: - | Muzeul Civilizației Dacice și Romane, Deva | Cimec    |
|      | Stater              | Datare: A doua jumatate a sec. I a.Chr. (-43 - -29) Școală: Neprecizat (din Dacia) Descoperit: jud. Hunedoara, com. Orăștioara de Sus, Grădiștea de Munte (Sarmizegetusa Regia) ? Material: aur | Descriere avers: Consul încadrat între doi lictori. Cei doi lictori poarta fascii lungi, bine redate, securile fasciilor distingându-se ușor. Descriere revers: Aquilla cu aripile deschise, în profil spre stânga, ține în gheara dreaptă o cunună. Gâtul aquillei lung și drept. Descriere exergă: ΚΟΣΩΝ Legendă revers: - | Muzeul Civilizației Dacice și Romane, Deva | Cimec    |
|      | Stater              | Datare: A doua jumatate a sec. I a.Chr. (-43 - -29) Școală: Neprecizat (din Dacia) Descoperit: jud. Hunedoara, com. Orăștioara de Sus, Grădiștea de Munte (Sarmizegetusa Regia) ? Material: aur | Descriere avers: Consul încadrat între doi lictori. Cei doi lictori poarta fascii lungi, bine redate, securile fasciilor distingându-se ușor. Descriere revers: Aquilla cu aripile deschise, în profil spre stânga, ține în gheara dreaptă o cunună. Gâtul aquillei lung și drept. Descriere exergă: ΚΟΣΩΝ Legendă revers: - | Muzeul Civilizației Dacice și Romane, Deva | Cimec    |
|      | Stater              | Datare: A doua jumatate a sec. I a.Chr. (-43 - -29) Școală: Neprecizat (din Dacia) Descoperit: jud. Hunedoara, com. Orăștioara de Sus, Grădiștea de Munte (Sarmizegetusa Regia) ? Material: aur | Descriere avers: Consul încadrat între doi lictori. Cei doi lictori poarta fascii lungi, bine redate, securile fasciilor distingându-se ușor. Descriere revers: Aquilla cu aripile deschise, în profil spre stânga, ține în gheara dreaptă o cunună. Gâtul aquillei lung și drept. Descriere exergă: ΚΟΣΩΝ Legendă revers: - | Muzeul Civilizației Dacice și Romane, Deva | Cimec    |
|      | Stater              | Datare: A doua jumatate a sec. I a.Chr. (-43 - -29) Școală: Neprecizat (din Dacia) Descoperit: jud. Hunedoara, com. Orăștioara de Sus, Grădiștea de Munte (Sarmizegetusa Regia) ? Material: aur | Descriere avers: Consul încadrat între doi lictori. Cei doi lictori poarta fascii lungi, bine redate, securile fasciilor distingându-se ușor. Descriere revers: Aquilla cu aripile deschise, în profil spre stânga, ține în gheara dreaptă o cunună. Gâtul aquillei lung și drept. Descriere exergă: ΚΟΣΩΝ Legendă revers: - | Muzeul Civilizației Dacice și Romane, Deva | Cimec    |
|      | Stater              | Datare: A doua jumatate a sec. I a.Chr. (-43 - -29) Școală: Neprecizat (din Dacia) Descoperit: jud. Hunedoara, com. Orăștioara de Sus, Grădiștea de Munte (Sarmizegetusa Regia) ? Material: aur | Descriere avers: Consul încadrat între doi lictori. Cei doi lictori poarta fascii lungi, bine redate, securile fasciilor distingându-se ușor. Descriere revers: Aquilla cu aripile deschise, în profil spre stânga, ține în gheara dreaptă o cunună. Gâtul aquillei lung și drept. Descriere exergă: ΚΟΣΩΝ Legendă revers: - | Muzeul Civilizației Dacice și Romane, Deva | Cimec    |
|      | Stater              | Datare: A doua jumatate a sec. I a.Chr. (-43 - -29) Școală: Neprecizat (din Dacia) Descoperit: jud. Hunedoara, com. Orăștioara de Sus, Grădiștea de Munte (Sarmizegetusa Regia) ? Material: aur | Descriere avers: Consul încadrat între doi lictori. Cei doi lictori poarta fascii lungi, bine redate, securile fasciilor distingându-se ușor. Descriere revers: Aquilla cu aripile deschise, în profil spre stânga, ține în gheara dreaptă o cunună. Gâtul aquillei lung și drept. Descriere exergă: ΚΟΣΩΝ Legendă revers: - | Muzeul Civilizației Dacice și Romane, Deva | Cimec    |
|      | Stater              | Datare: A doua jumatate a sec. I a.Chr. (-43 - -29) Școală: Neprecizat (din Dacia) Descoperit: jud. Hunedoara, com. Orăștioara de Sus, Grădiștea de Munte (Sarmizegetusa Regia) ? Material: aur | Descriere avers: Consul încadrat între doi lictori. Cei doi lictori poarta fascii lungi, bine redate, securile fasciilor distingându-se ușor. Descriere revers: Aquilla cu aripile deschise, în profil spre stânga, ține în gheara dreaptă o cunună. Gâtul aquillei lung și drept. Descriere exergă: ΚΟΣΩΝ Legendă revers: - | Muzeul Civilizației Dacice și Romane, Deva | Cimec    |
|      | Stater              | Datare: A doua jumatate a sec. I a.Chr. (-43 - -29) Școală: Neprecizat (din Dacia) Descoperit: jud. Hunedoara, com. Orăștioara de Sus, Grădiștea de Munte (Sarmizegetusa Regia) ? Material: aur | Descriere avers: Consul încadrat între doi lictori. Cei doi lictori poarta fascii lungi, bine redate, securile fasciilor distingându-se ușor. Descriere revers: Aquilla cu aripile deschise, în profil spre stânga, ține în gheara dreaptă o cunună. Gâtul aquillei lung și drept. Descriere exergă: ΚΟΣΩΝ Legendă revers: - | Muzeul Civilizației Dacice și Romane, Deva | Cimec    |
|      | Stater              | Datare: A doua jumatate a sec. I a.Chr. (-43 - -29) Școală: Neprecizat (din Dacia) Descoperit: jud. Hunedoara, com. Orăștioara de Sus, Grădiștea de Munte (Sarmizegetusa Regia) ? Material: aur | Descriere avers: Consul încadrat între doi lictori. Cei doi lictori poarta fascii lungi, bine redate, securile fasciilor distingându-se ușor. Descriere revers: Aquilla cu aripile deschise, în profil spre stânga, ține în gheara dreaptă o cunună. Gâtul aquillei lung și drept. Descriere exergă: ΚΟΣΩΝ Legendă revers: - | Muzeul Civilizației Dacice și Romane, Deva | Cimec    |
|      | Stater              | Datare: A doua jumatate a sec. I a.Chr. (-43 - -29) Școală: Neprecizat (din Dacia) Descoperit: jud. Hunedoara, com. Orăștioara de Sus, Grădiștea de Munte (Sarmizegetusa Regia) ? Material: aur | Descriere avers: Consul încadrat între doi lictori. Cei doi lictori poarta fascii lungi, bine redate, securile fasciilor distingându-se ușor. Descriere revers: Aquilla cu aripile deschise, în profil spre stânga, ține în gheara dreaptă o cunună. Gâtul aquillei lung și drept. Descriere exergă: ΚΟΣΩΝ Legendă revers: - | Muzeul Civilizației Dacice și Romane, Deva | Cimec    |
|      | Stater              | Datare: A doua jumatate a sec. I a.Chr. (-43 - -29) Școală: Neprecizat (din Dacia) Descoperit: jud. Hunedoara, com. Orăștioara de Sus, Grădiștea de Munte (Sarmizegetusa Regia) ? Material: aur | Descriere avers: Consul încadrat între doi lictori. Cei doi lictori poarta fascii lungi, bine redate, securile fasciilor distingându-se ușor. Descriere revers: Aquilla cu aripile deschise, în profil spre stânga, ține în gheara dreaptă o cunună. Gâtul aquillei lung și drept. Descriere exergă: ΚΟΣΩΝ Legendă revers: - | Muzeul Civilizației Dacice și Romane, Deva | Cimec    |
|      | Stater              | Datare: A doua jumatate a sec. I a.Chr. (-43 - -29) Școală: Neprecizat (din Dacia) Descoperit: jud. Hunedoara, com. Orăștioara de Sus, Grădiștea de Munte (Sarmizegetusa Regia) ? Material: aur | Descriere avers: Consul încadrat între doi lictori. Cei doi lictori poarta fascii lungi, bine redate, securile fasciilor distingându-se ușor. Descriere revers: Aquilla cu aripile deschise, în profil spre stânga, ține în gheara dreaptă o cunună. Gâtul aquillei lung și drept. Descriere exergă: ΚΟΣΩΝ Legendă revers: - | Muzeul Civilizației Dacice și Romane, Deva | Cimec    |

## Fond
| Foto | Informații generale | Detalii tehnice | Descriere | Deținător                                              | Legături |
| ---- | ------------------- | --- | --- | ------------------------------------------------------ | -------- |
|      | Dinar               | Datare: 1625 Școală: Baia Mare Descoperit: jud. Hunedoara, Streisângiorgiu, Biserica veche (cu hramul Sf. Gheorghe) Material: Ag | Descriere avers: Scutul Ungariei Descriere revers: Madona cu pruncul. Legendă revers: PA.R.HV.D.S.C.OP.R.D.1625                                                                                           | Muzeul de Arheologie, Istorie și Etnografie, Hunedoara | Cimec    |
|      | Dinar               | Școală: Brașov Descoperit: jud. Hunedoara, Streisângiorgiu, Biserica veche (cu hramul Sf. Gheorghe) Material: Ag                 | Descriere avers: Scut, primul câmp cu trei benzi, al doile cu corbul corvineștilor spre dr. Descriere revers: Crucea dublă, Legendă revers: • REGIS HV - Ngarie                                           | Muzeul de Arheologie, Istorie și Etnografie, Hunedoara | Cimec    |
|      | Dinar               | Datare: 1162-1172 Descoperit: jud. Hunedoara, Hunedoara, Grădina Castelului – Platou Material: Ag                                | Descriere avers: 7 cruci, 8 globue, c.p.e. Descriere revers: motive geometrice Legendă revers: anepigraf                                                                                                  | Muzeul de Arheologie, Istorie și Etnografie, Hunedoara | Cimec    |
|      | Dinar               | Datare: 1443 Descoperit: jud. Hunedoara, Hunedoara, Sacristia Capelei Material: AE argintat                                      | Descriere avers: Scut cu trei benzi Descriere revers: Crucea dublă Legendă revers: IOHAN - ESD (hVnIA?)D / S - n                                                                                          | Muzeul de Arheologie, Istorie și Etnografie, Hunedoara | Cimec    |
|      | Dinar               | Datare: mij. Sec. XV Școală: fals de epocă Descoperit: jud. Hunedoara, Hunedoara, Sacristia Capelei Material: Ag                 | Descriere avers: Crucea dublă Descriere revers: Scut cu trei benzi Legendă revers: • REGNnI • VnGARIE (•) ar trebui sa fie                                                                                | Muzeul de Arheologie, Istorie și Etnografie, Hunedoara | Cimec    |
|      | Aspru               | Datare: 1574-1595 Școală: Canca Material: Ag                                                                                     | | Muzeul de Arheologie, Istorie și Etnografie, Hunedoara | Cimec    |
|      | Aspru               | Datare: 1520-1566 Școală: Canca Material: Ag                                                                                     | | Muzeul de Arheologie, Istorie și Etnografie, Hunedoara | Cimec    |
|      | Aspru               | Datare: 1512-1520 Școală: Novar Material: Ag                                                                                     | | Muzeul de Arheologie, Istorie și Etnografie, Hunedoara | Cimec    |
|      | Aspru               | Datare: 1520-1566 Școală: Edirne Material: Ag                                                                                    | | Muzeul de Arheologie, Istorie și Etnografie, Hunedoara | Cimec    |
|      | Aspru               | Datare: 1574-1595 Școală: Sidrekıpsı Material: Ag                                                                                | | Muzeul de Arheologie, Istorie și Etnografie, Hunedoara | Cimec    |
|      | Aspru               | Datare: 1520-1566 Școală: Sidrekıpsı Material: Ag                                                                                | | Muzeul de Arheologie, Istorie și Etnografie, Hunedoara | Cimec    |
|      | Aspru               | Datare: 1574-1595 Școală: Novabirda Material: Ag                                                                                 | | Muzeul de Arheologie, Istorie și Etnografie, Hunedoara | Cimec    |
|      | Aspru               | Școală: Canca Material: Ag | | Muzeul de Arheologie, Istorie și Etnografie, Hunedoara | Cimec    |
|      | Aspru               | Datare: 1520-1566 Școală: Edirne? Material: Ag                                                                                   | | Muzeul de Arheologie, Istorie și Etnografie, Hunedoara | Cimec    |
|      | Aspru               | Școală: Bursa Material: Ag | | Muzeul de Arheologie, Istorie și Etnografie, Hunedoara | Cimec    |
|      | Aspru               | Datare: 1566-1574 Material: Ag                                                                                                   | | Muzeul de Arheologie, Istorie și Etnografie, Hunedoara | Cimec    |
|      | Aspru               | Datare: 1520-1566 Școală: Serez Material: Ag                                                                                     | | Muzeul de Arheologie, Istorie și Etnografie, Hunedoara | Cimec    |
|      | Dinar               | Descoperit: jud. Hunedoara, Hunedoara, Grădina Castelului – Platou Material: Ag                                                  | Descriere avers: Regelui Salamon cu mâinile ridicate. Legendă revers: + PA / NON / IA | Muzeul de Arheologie, Istorie și Etnografie, Hunedoara | Cimec    |
|      | Dinar               | Datare: 1162-1172 Descoperit: jud. Hunedoara, Hunedoara, Grădina Castelului – Platou Material: Ag                                | Descriere avers: Cruce lungă perlată cu cruciulițe la capete și inițiala H în cele patru registre, c.p.e. Descriere revers: Cruce cu terminații punctate înscrisă într-un cerc. Legendă revers: anepigraf | Muzeul de Arheologie, Istorie și Etnografie, Hunedoara | Cimec    |
|      | Dinar               | Datare: 1551 Școală: Kremnitz-Bergstadt Descoperit: jud. Hunedoara, Hunedoara Material: Ag                                       | Descriere avers: Blazon Descriere revers: Madona cu pruncul. Legendă revers: PATRONA VNGARIE | Muzeul de Arheologie, Istorie și Etnografie, Hunedoara | Cimec    |